# Liste der Baudenkmäler in Wipperfürth
Die Liste der Baudenkmäler in Wipperfürth enthält die denkmalgeschützten Bauwerke auf dem Gebiet der Stadt Wipperfürth im Oberbergischen Kreis in Nordrhein-Westfalen (Stand: Juli 2020). Diese Baudenkmäler sind in der Denkmalliste der Stadt Wipperfürth eingetragen; Grundlage für die Aufnahme ist das Denkmalschutzgesetz Nordrhein-Westfalen (DSchG NRW).

## Denkmäler
| Bild                          | Bezeichnung                                                              | Lage                                                                               | Beschreibung | Bauzeit                | Eingetragen seit | Denkmal- nummer |
| ----------------------------- | ------------------------------------------------------------------------ | ---------------------------------------------------------------------------------- | --- | ---------------------- | ---------------- | --------------- |
| weitere Bilder                | Wegekreuz                                                                | Klüppelberg Abshof Karte                                                           | Das Wegekreuz in Abshof wurde aus Sandstein gefertigt und besteht aus einem Kruzifix mit INRI-Schild und steinernem Korpus, einem Mittelteil mit Relief sowie einem Sockel. Das Relief des Mittelteils zeigt die Heilige Familie. Sockelinschrift: "Errichtet von den Eheleuten/CRIT. EICKER, und AN. MARIA/SASENBACH, und deren Sohn./Eheleute GEORG EICKER/und AN.GERD.PFEFFER=/KÖFER zu ABSHOF 1858" sowie "errichtet/VON CHRIST. PEFFERKO/FER UND ANNA/ELIESAB. SCHIE=/FERLING ZUM/BALSIEFEN / 1838". | 1838                   | 07.03.1984       | 1               |
| weitere Bilder                | Kath. Kirche St. Agatha                                                  | Klüppelberg Agathaberg 24 Karte                                                    | Kath. Kirche St. Agatha, Chor Ende 15. Jh. Westturm 1878, Langhaus 1894 nach Plänen von Renard erbaut; Grauwackebruchstein; Chor mit kreuzgratgewölbtem Vorjoch und dreiseitigem Schluss, die Kanten außen mit Strebepfeilern verstärkt, spitzbogige Fenster, südl. des Chors Sakristeianbau; Langhaus neugotisch, dreischiffige Pseudohalle mit 3 Jochen; axialerneugotischer Westturm mit Eingangsportal | 1878                   | 17.10.1983       | 2               |
| weitere Bilder                | Pfarrhaus                                                                | Klüppelberg Agathaberg 15 Karte                                                    | 1835 im Türsturz inschriftlich datiert; 2-geschossiges, massives, verputztes Gebäude, eine Giebelseite verschiefert, an den Traufseiten 4 Achsen, Eingang in der 3. Achse; die 4. Achse wurde vermutlich später hinzugefügt; Tür mit Werksteingewände, stichbogige Fensteröffnung | 1835                   | 17.10.1983       | 3               |
| weitere Bilder                | 14 Kreuzwegstationen                                                     | Klüppelberg Nr. 1: Agathaberger Weg (b. Haus 34b) … Nr. 14 im Uhrzeigersinn Karte  | 19. Jh.; Sandstein, hochrechteckiger Sockel mit Inschrift, darüber Aufsatz mit Dreiecksgiebel und schlichtem Kreuz, im Aufsatz dreipassbogenförmiges Feld, in diesem Feld Metall-Reliefplatte mit Darstellung der verschiedenen Kreuzwegszenen | 1900                   | 17.10.1983       | 4               |
| weitere Bilder                | Bildstock                                                                | Klüppelberg Agathaberg 46 Karte                                                    | | 1783                   | 07.03.1984       | 5               |
| weitere Bilder                | Wegekreuz                                                                | Klüppelberg Ahe 5 Karte                                                            | Das Wegekreuz wurde aus Sandstein gefertigt und besteht aus einem Kruzifix mit INRI-Schild und steinernem Korpus, einem Mittelteil mit rundbogiger Nische und einem Relief der Unterweisung Mariens und der Inschrift H. ANNA bitte für uns. Der Sockel zeigt die Inschrift: "Errichtet von den Eheleuten JOH. CHRIST. ORBACH u. ANNA JOSEPHA RAUSCH sodann GEORG ORBACH sämtlich zu Ahe 1848" | 1848                   | 17.10.1983       | 6               |
| weitere Bilder                | Wegekreuz                                                                | Klüppelberg Garten Altensturmberg 2 bzw. 5 Karte                                   | aus Sandstein, Kruzifix, Korpus, stark verziertes Mittelfeld mit Gottesmutter in Nische; Sockel-Inschrift: WER MEYN /IVNGER WEIL /S DER NEM M /K AVF SICH VND /FVLGE MEIR NACH /F.D.K.IA.C.A.ST.G.DR. /EL 1790 (Wer mein Jünger sein will, der nehme mein Kreuz auf sich und folge mir nach (Mk. 8,34));darunter Relief: Kreuz tragender Christus; Besonderheit: rechts und links existieren noch zwei Begleitsteine. | 1790                   | 07.03.1984       | 7               |
| weitere Bilder                | Bildstock                                                                | Klüppelberg Ballsiefen 1 Karte                                                     | Der Sandstein-Bildstock besteht aus einem Segmentgiebel mit Christogramm und abschließendem Kreuz, einem Mittelteil mit einem Relief der Gefangennahme Christi sowie einem Sockel mit folgender Inschrift:„Errichtet /von /Christian Dörpinghaus Wittver, /von Elisabet Siemmerkus und /seiner getzigen Ehefrau /Maria Catharina Sassenbach /zu Baldsiefen im Jahre 1851“. | 1851                   | 07.03.1984       | 8               |
| weitere Bilder                | Wegekreuz                                                                | Wipperfürth Beinghausen 2 Karte                                                    | | 1897                   | 07.03.1984       | 9               |
| weitere Bilder                | Wegekreuz                                                                | Klüppelberg Bergesbirken, nord-östl. Ortsausgang nach Hermesberg Karte             | Das Wegekreuz ist umrahmt von zwei Linden. Es wurde anlässlich eines Blitzeinschlages in ein Pferdefuhrwerk, den der Knecht überlebte, hier aufgestellt. Das Wegekreuz wurde aus Sandstein gefertigt und besteht aus einem Kruzifix mit INRI-Schild und Korpus, einer Dreipassnische mit Giebel und Relief der Muttergottes sowie einem Sockel. Die Inschrift des Sockels lautet: O Wanderer schau / des Kreuzes Zeichen / und las in Reu dein / Herz erweichen. / Errichtet zur Ehre / Gottes. / 1882 | 1882                   | 10.04.1984       | 10              |
| weitere Bilder                | Landw. Gebäude                                                           | Klüppelberg Bergesbirken 1 Karte                                                   | Mitte 19. Jh.; 2-geschossiges Haus auf langgegestreckt-rechteckigem Grundriss, im EG massiv, im Eingangsbereich und OG Fachwerk, eine Giebelseite und eine Traufseite im OG blechbehangen; 2 traufseitige Eingänge; der Eingang in den Wohnbereich mit Verdachung; Traufgesims mit Zahnschnittfries; 2-geschossiger, massiver Anbau an einer Traufseite, an der 2. Traufseite hölzerner, 1-geschossiger Anbau | 1850                   | 28.10.1987       | 11              |
| weitere Bilder                | Wegekreuz                                                                | Klüppelberg Berghausen 3 Karte                                                     | Das Sandstein-Kreuz besteht aus einem Kruzifix mit Korpus und INRI-Schild, einem Mittelteil mit Muschelnische und Relief der Schmerzhaften Muttergottes sowie einem Sockel mit der Inschrift „1773 D 8. APRIeL / HAD IOHANNES BERG / HAUS UND MARIA / ELISABETHA GRAFFS / WOHNHAFT IN CÖLLEN / HAB DIE CREUZT ZU / EHREN DER H 5 WUND / AUFF RICHTEN LAS“. | 1773                   | 07.03.1984       | 12              |
| Bildstock                     | Bildstock                                                                | Klüppelberg Berrenberg 2b Karte                                                    | Das Hofkreuz in Berrenberg von 1860 wurde aus Sandstein gefertigt und besteht aus einem Kruzifix mit Korpus, einem Mittelteil mit Reliefs der Muttergottes, des hl. Hubertus und des hl. Nikolaus sowie einem Sockel mit folgender Inschrift:"„Gedenke o Mensch an deinen/gekreuzigten Erlöser/Errichtet zur Ehre Gottes/von den Eheleuten/JOH CHRISTIAN BÖRSCH/und/MARIA GERTRUD KRAMEN/1860“ | 1860                   | 04.03.1985       | 13              |
| weitere Bilder                | Fachwerkhaus                                                             | Klüppelberg Berrenberg 2b Karte                                                    | um 1800; 2-geschossiges Fachwerkhaus in Stockwerkbauweise mit angebautem Wirtschaftsteil; massiver, teilweiser verputzter Bruchsteinsockel, an der 2. Giebelseite im EG in Backstein neu aufgemauert, das Giebeldreieck der gleichen Seite verbrettert; traufseitige Eingänge mit neuen Türblättern, einige Gefache mit Schwemmstein oder Backstein massiv ausgemauert; niederer, giebelständiger Fachwerk-Wirtschaftsanbau an einer Traufseite. Nutzung: landwirtschaftliches Anwesen. Zustand: mittel | 1800                   | 04.03.1985       | 14              |
| weitere Bilder                | Wegekreuz                                                                | Klüppelberg Bommerhaus Karte                                                       | Das Wegekreuz aus Sandstein wurde gegenüber dem Einzelhof Bommerhaus an der Straße aufgestellt und besteht aus einem Kruzifix mit Korpus und INRI-Schild, einem Mittelblock mit dem Relief dreier Heiliger (Inschrift: St. Caißargin, St. Maria, St. Augusti) und trägt im Sockel unter den eingemeißelten Symbolen Kreuz, Herz und Anker die Inschrift:"Meide die Sünde Rette deine Seele!/Errichtet von den Eheleuten/Carl Hardenbiker/und/Augusta Biesenbach/zu Bommerhaus 1863". | 1863                   | 07.03.1984       | 15              |
| Wegekreuz                     | Wegekreuz                                                                | Klüppelberg Dievesherweg Karte                                                     | Das Wegekreuz in Dieversherweg wurde aus Sandstein gefertigt und besteht aus einem Kruzifix mit weiß angemaltem Korpus und INRI-Schild und einem Mittelteil, das ein weiß gestrichenes Relief des heiligen Paulus darstellt. Der Sockel trägt die stark verwitterte Inschrift:WER MEIN IVNGER WILL SEIN DER NEHME SEIN CREVZ AVF SICH VND FOLGE MIR NACH. ICH BIN DER WEG DIE WAHRHEIT VND DAS LEBEN.I:P: KÖSSER:PFVUNDAT.AVF GESETZT T:23: T: MERZ : 1801BI. . E. D. SELLE EIN … 1801. | 1801                   | 07.03.1984       | 16              |
| weitere Bilder                | Wohnhaus                                                                 | Klüppelberg Dohrgaul 27 Karte                                                      | Wohnhaus Nr. 6; Anfang 19. Jh.; 2-geschossiges Wohnhaus auf massivem Sockel, mit Krüppelwalmdach, völlig verschiefert und verbrettert, mit 2 rückwärtigen, 1-geschossigen giebelständigen und langgestreckten Bruchsteinanbauten an der rückwärtigen Traufseite; ebenfalls an der rückwärtigen Traufseite Dachhaus, völlig verbrettert mit abgewalmten Dach; traufseitiger Eingang mit Türblatt des 19. Jh. - Zugehörig: Langgestrecktes, 1-geschossiges Bruchstein-Wirtschaftsgebäude, in dem einige heute zugesetzte Einfahrten erkennbar sind; das Gebäude soll ehem. eine Schnapsbrennerei gewesen sein. Nutzung: landwirtschaftliches Gebäude. | 1820                   | 04.03.1985       | 17              |
| weitere Bilder                | Wegekreuz                                                                | Klüppelberg Drecke Karte                                                           | Das Wegekreuz wurde aus Sandstein gefertigt und besteht aus einem Kruzifix mit Korpus und INRI-Schild, einem Mittelteil mit den Reliefs des hl. Nikolaus und der hl. Agatha sowie einem Sockel mit der Inschrift: "Gedenke o Mensch / an deinen gekreuzigten / Erlöser. / Errichtet zur Ehre Gottes / von den Eheleuten / CHRISTIAN BLECHMANN, / AGNES PEFFENKÖFER, / PETER JOHANN BLECHMANN / und / ANNA MARGARETHA HÖLLER, / beide zu DRECKE, / 1853" | 1853                   | 07.03.1984       | 19              |
| weitere Bilder                | Wegekreuz                                                                | Wipperfürth Dreine 3 Karte                                                         | Wegekreuz; 1788 inschriftlich datiert; hochrechteckiger Sockel mit Inschrift, darüber Andachtspult und Aufsatz mit rundbogiger Nische und Relief einer Heiligen, darüber Kreuz mit reliefiertem Postament und Korpus. | 1788                   | 04.03.1985       | 20              |
| weitere Bilder                | Kath. Kirche Unbefleckte Empfängnis                                      | Wipperfürth Egen Karte                                                             | Kirche, 1849–54 erbaut; Saalbau aus Grauwacke mit je 5 Stichbogenfenstern an der Langseite; 1911 Chor, Sakristei und Westturm angefügt, Chor mit halbrunder Apsis und rundbogige Fenster mit rot abgesetzten Sandsteingewänden; Westturm mit rundbogigem Eingangsportal, darüber Sprenggiebel; der Turm im oberen Teil verschiefert, kupferne Zwiebelhaube, Dachreiter auf dem Langhaus. | 1849                   | 17.10.1983       | 21              |
| weitere Bilder                | Friedhofskreuz                                                           | Wipperfürth Egen Karte                                                             | | 1871                   | 17.10.1983       | 22              |
| weitere Bilder                | Wegekreuz                                                                | Wipperfürth bei Egen 4 Karte                                                       | Wegekreuz, Ende 19. Jh. | 1890                   | 07.03.1984       | 23              |
| weitere Bilder                | Bildstock                                                                | Wipperfürth Eichholz, an der Einmündung des Weges von Erlen Karte                  | Der Bildstock aus Sandstein und Grauwacke zeigt ein Relief des Heiligen Nikolaus und ein Doppelrelief von Maria und dem Evangelisten Johannes, ein eisernes Kreuz sowie eine nach 1945 angebrachte Metallplatte mit der Inschrift Zum Gedenken der Gefallenen von Eichholz (vermutlich gleichzeitig ein Mahnmal für die Gefallenen des Zweiten Weltkrieges). | 1840                   | 17.10.1983       | 24              |
| weitere Bilder                | Wegekreuz                                                                | Wipperfürth Erlen (Thier) Karte                                                    | Wegekreuz, Mitte 19. Jh. | 1850                   | 11.01.1989       | 25              |
| weitere Bilder                | Wegekreuz                                                                | Wipperfürth Forste Karte                                                           | Wegekreuz, 18. Jh. | 1760                   | 08.03.1984       | 26              |
| weitere Bilder                | Gedenkkreuz                                                              | Klüppelberg Friedrichsthal 25 ( auf der der südöstl. Hausseite am Gaulbach ) Karte | Gedenkkreuz, 18. Jh. | 1750                   | 08.03.1984       | 27              |
| weitere Bilder                | Wohnhaus                                                                 | Klüppelberg Fürden 1 Karte                                                         | 1. Hälfte 19. Jh.; 2-geschossiges Fachwerkhaus mit Krüppelwalmdach; 3-seitig blechbehangen, verschiefert und mit Eternit verkleidet, mit niederem, giebelständigem neuem Anbau an der rückwärtigen Traufseite; traufseitiger Mitteleingang mit neuem Türblatt und Gebälkstück; Stockwerksbauweise | 1830                   | 04.03.1985       | 28              |
| weitere Bilder                | Wegekreuz                                                                | Wipperfürth Gardeweg Karte                                                         | | 1871                   | 08.03.1984       | 29              |
| weitere Bilder                | Wegekreuz                                                                | Wipperfürth Gerhardsfeld Karte                                                     | Das aus Sandstein gefertigte Wegekreuz besteht aus einem Kruzifix mit Korpus und INRI-Schild, einem Mittelteil mit Muschelnische und Relief sowie einem Sockel mit der Inschrift: AO 1779 / JOH. DIERICH / BERGHAVS, ANNA / MARGRETHA B: / HEGEN KEYSERS / E.L. | 1779                   | 08.03.1984       | 30              |
| weitere Bilder                | Wegekreuz                                                                | Klüppelberg Graben Karte                                                           | Das Wegekreuz ist aus Sandstein gefertigt und besteht aus einem Kruzifix mit steinernem Korpus und INRI-Schild und der Inschrift „ES IST VOLBACHT“. Im Mittelteil befindet sich eine rundbogige Nische mit einem Relief des hl. Apollinaris. | 1800                   | 08.03.1984       | 31              |
| weitere Bilder                | Staumauer                                                                | Wipperfürth Neyetalsperre Karte                                                    | | 1907–1909              | 04.03.1985       | 32              |
| weitere Bilder                | Backhaus                                                                 | Wipperfeld Grund Karte                                                             | Fachwerk mit Ofenteil in Bruchstein, schlechter Zustand | 1721                   | 04.03.1985       | 33              |
| weitere Bilder                | Hofkreuz                                                                 | Wipperfürth Güttenhausen Karte                                                     | Ende 19. Jh., hochrechteckiger Sockel mit Inschrift in rundbogigem Feld, darüber Postament mit Andachtspult und Kreuz mit Korpus | 1890                   | 02.02.1987       | 34              |
| weitere Bilder                | Gedenkkreuz                                                              | Wipperfürth Harhausen Karte                                                        | Das aus Grauwacke gefertigte Gedenkkreuz zeigt mittig ein Kruzifix mit steinernem Korpus, der von folgender Inschrift umgeben ist: „DIES CREUTZ/GEHÖRT ZU/NECO ANNA/LAVSBLV MARGRET/AM BERG V HVNTHEIM/UND EHEL. DESEN ERBEN/P.B.K.U.D. E.B.A:K.T.H“, zur Erinnerung an einen im Schneesturm Erfrorenen. | 1760                   | 08.03.1984       | 35              |
| weitere Bilder                | Wegekreuz                                                                | Klüppelberg Hackenberg Karte                                                       | | 1782                   | 09.03.1984       | 36              |
| weitere Bilder                | Bildstock                                                                | Klüppelberg Hahnenberg Karte                                                       | Das Kreuz wurde 1784 aus Sandstein gefertigt und besteht aus einem Segmentgiebel mit gusseisernem Kreuz und einem Mittelteil mit Nische, deren Relief nicht mehr vorhanden ist. Die Inschrift "CHRISTUS WIRD ANS CREUTZ GENAGELT" ist jedoch noch erhalten. Im Sockel befindet sich die Inschrift ALLE DIE IHR VORÜBERGEHEN / SEHET OB AVCH EIN SCHMERTZ / IST WIE MEIN SCHMERTZ / PGBB. IOGK. 1784 | 1784                   | 09.03.1984       | 37              |
| weitere Bilder                | Wegekreuz                                                                | Wipperfeld Straße zwischen Heid und Hof Karte                                      | Das von dem Steinhauser B. Bremer zu Lindlar aus Sandstein gefertigte Kreuz besteht aus einem Kruzifix mit den Wundmalen Christi, einem Mittelteil mit Muschelnische und dem Relief des hl. Klemens unter der Überschrift „S:CLEMENS“ sowie einem Sockel mit der Inschrift: „IOHANNES HOLLER / VND MARIA ANNA KIR / CHS E HABEN DIESES / KREVTZ AVFRICHTEN / LASSEV ZV EREN DER 5 / WVNDEN IESV / H: P(?): 5I : 1810“ | 1810                   | 17.10.1983       | 38              |
| weitere Bilder                | Wegekreuz, "Münter Kreuz"                                                | Wipperfürth Straße zwischen Herzhof und Münte Karte                                | Ende 19. Jh. | 1864                   | 17.10.1983       | 39              |
| weitere Bilder                | Wegekreuz                                                                | Wipperfürth Heidkotten 1 Karte                                                     | Wegekreuz, Ende 18. Jh. | 1790                   | 09.03.1984       | 40              |
| weitere Bilder                | Wegekreuz                                                                | Klüppelberg Hollinden Karte                                                        | Das Sandstein-Kreuz besteht aus einem Kruzifix mit Korpus und INRI-Schild, einem Mittelteil mit Nische und Relief mit der Unterschrift „S. Anna“. Der Sockel zeigt die Inschrift „Errichtet / von Geschw. Herzhoff / zu Hollinden / 1875“ und „Es ist ein heiliger und / heilsamer Gedanke der / Verstorbenen zu gedenken / und für sie zu beten. / 2. Machab 12.46“ | 1875                   | 09.03.1984       | 41              |
| weitere Bilder                | Wegekreuz                                                                | Klüppelberg Jörgensmühle Karte                                                     | Das Wegekreuz wurde aus Sandstein gefertigt und besteht aus einem Kruzifix mit flachem Korpus, INRI-Schild und segnendem Gottvater, einem Mittelteil mit Muschelnische und dem Relief des hl. Petrus sowie einem Sockel mit verwitterter Inschrift, darunter ein Relief, das vermutlich die Heilige Familie zeigt. | 1760                   | 09.03.1984       | 42              |
| weitere Bilder                | Evang. Kirche                                                            | Klüppelberg Klaswipper Karte                                                       | Evang. Kirche, 1835–37 erbaut; klassizistischer Saalbau, Grauwacke, 3-geschossiger Turm an der Eingangsseite mit rundbogigem Portal, an den Längsseiten je 4 Fenster mit profiliertem Rundbogenabschluss, guter Zustand | 1835                   | 17.10.1983       | 43              |
| weitere Bilder                | Grabsteine                                                               | Klüppelberg Klaswipper                                                             | Zwei Grabsteine aus der 2. Hälfte des 19. Jh. | 1870                   | 17.10.1983       | 44              |
| Grabsteine                    | Grabsteine                                                               | Klüppelberg Klaswipper                                                             | Grabstein, 2. Hälfte 19. Jh. | 1875                   | 17.10.1983       | 45              |
| Wohnhaus                      | Wohnhaus                                                                 | Klüppelberg Klaswipper 14 Karte                                                    | Wohnhaus (Doppelhaus) Nr. 14, um 1800 und 2. Hälfte 19. Jh., 2-geschossiges Doppelhaus auf langgestreckt rechteckigem Grundriss, die eine Hälfte aus der 2. Hälfte des 19. Jh., zweiseitig verkleidet, eine Traufseite Fachwerk freiliegend, talseitig freiliegendes massives Sockelgeschoss, an der straßenseitigen Traufseite 5 Achsen, Eingang mit originalem Türblatt und Oberlicht in der Mittelachse; giebelseitig angebaute Haushälfte aus der Zeit um 1800, die straßenseitige Traufseite vermutlich in der 2. Hälfte des 19. Jh. erneuert, im EG teilweise massives Sockelgeschoss, OG und im Giebeldreieck verkleidet; daran angebaut, ebenfalls Ende 19. Jh., 2-geschossiger traufständiger Anbau; Nutzung: ehemals Gaststätte und Wohnen | 1800                   | 04.03.1985       | 46              |
| weitere Bilder                | Wegekreuz                                                                | Klüppelberg Klemenseichen Karte                                                    | Das Wegekreuz aus Sandstein besteht aus einem Kruzifix mit steinernem Korpus und einem Mittelteil mit rundbogiger Nische, die ein Relief mit der heiligen Familie und der Unterschrift „Maria, Jesu, Joseph“ zeigt. Die Inschrift des Sockels lautet:"„ERRICHTET/VON DEN EHLEUTHEN/PETER/PEFFERKOEVER/MARIA … ILA/FRIED …RF“.Das Wegekreuz wurde nach Überlieferung anlässlich der Hochzeit der Eheleute Pefferköver-Niemand aufgestellt. | 1803                   | 09.03.1984       | 47              |
| weitere Bilder                | Kath. Kirche St. Johannes                                                | Klüppelberg Westfalenstraße 36 Karte                                               | Kath. Pfarrkirche St. Johannes Evangelist, Kreuzberg, 1867–69, nach Plänen von Vincenz Statz; neugotische Hallenkirche anstelle eines älteren Vorgängerbaus, 4-jochiges Langhaus mit eingezogenem Westturm und 3-seitig geschlossenem Chor; Westturm mit Strebepfeilern im EG, spitzbogigem Westeingang im 2. Geschoss sich verjüngend mit schmalen spitzbogigen Fenstern, darüber Glockengeschoss, an allen vier Seiten angeschrägter, so zum Achteck geworden mit spitzbogigen Klangfenstern, darüber 8-seitige verschieferte Haube, Langhaus mit kräftigen Strebepfeilern, dazwischen spitzbogige Fenster mit Maßwerk | 1867                   | 17.10.1983       | 48              |
| weitere Bilder                | Bildstock                                                                | Klüppelberg Westfalenstraße 40 Karte                                               | Bildstock im Garten von Haus Nr. 40 | 1724                   | 17.10.1983       | 49              |
| weitere Bilder                | Kreuz                                                                    | Klüppelberg Westfalenstraße 40 Karte                                               | Erinnerungskreuz bei Haus Nr. 40 | 1905                   | 17.10.1983       | 50              |
| Kreuz                         | Kreuz                                                                    | Klüppelberg Westfalenstraße 50 Karte                                               | Kreuz, 19. Jh. | 1870                   | 09.03.1984       | 51              |
| weitere Bilder                | Wegekreuz                                                                | Wipperfeld Lamsfuß, an der B 506 Einmünd. Weg nach Weier u. Unterholl Karte        | aus Sandstein gefertigt und besteht aus einem Kruzifix mit Korpus und INRI-Schild, einer leeren Muschelnische; Sockel mit der Inschrift:"ANNO 1766 DEN / 24 IVLIVS . CHRIST / IAN . SCHMIZ. VND CADARINA . SCHWAZ / GENANT . SCHMIZ / DIESE . BEYDE . ELEV / D . HABEN DIESE / CREVZ . ZV IR / GOTES AVF . G . R ." | 1766                   | 17.10.1983       | 52              |
| weitere Bilder                | Wegekreuz                                                                | Wipperfürth Langensiefen 3 Karte                                                   | Das Wegekreuz steht in einem Schutzgebäude mit Dach aus Sandstein gefertigt. Das Kreuz besteht aus einem Kruzifix mit Korpus und INRI-Schild, einer Muschelnische mit Relief des hl. Antonius und einem dreifach eingezogenen Sockel mit der Inschrift: „WIR BETEN DICH AN HERR JESU CHRIST DER DU AM KREUTZ GE STORBEN BIST, UND ALSO UNSER SCHULD GEBÜST: DA DU UNS HAST AM KREUTZ ERLÖST. Aus Dankbarkeit und Liebe errichtet von Adolph Burgmer & A. Sibilla Müller 1859“. | 1859                   | 09.03.1984       | 53              |
| weitere Bilder                | Wegekreuz                                                                | Klüppelberg Lendringhausen Karte                                                   | aus Sandstein, einem Kruzifix mit Korpus, einem Mittelteil mit spitzbogiger Nische und dem Relief der schmerzhaften Muttergottes und der Unterschrift MARIA. Sockel mit Cherub-Relief u. Inschrift: "Im Kreuze Heil./Hasse die Sünde./Rette deine Seele." | 1890                   | 09.03.1984       | 54              |
| Wegekreuz                     | Wegekreuz                                                                | Wipperfeld Mittelschwarzen Karte                                                   | Das aus Sandstein gefertigte Wegekreuz besteht aus einem Kruzifix mit Korpus und INRI-Schild, einer leeren Muschelnische sowie einem Sockel mit der Inschrift „Kommet her zu mir Alle die / ihr mühselig und beladen seid, / ich will eüch erquicken. Math. 11,28“ … „Errichtet zur Ehre Gottes / von den bewohner zu Schwarzen“ … „ADOLF LIETH / ADOLF FELDHOF / und / ANNA KATH. FELDHOF / geborene LIETH / 1851“ | 1851                   | 09.03.1984       | 55              |
| Wohnhaus                      | Wohnhaus                                                                 | Wipperfeld Mittelschwarzen 2 Karte                                                 | 2-geschossiges Haus, Fachwerk, in Stockwerksbauweise errichtet, leicht vorragendes OG, eine Giebelseite verkleidet, 2 traufseitige Eingänge; im Innern des Hauses ist noch ein alter Rauchfang erhalten, die Sandsteinpfosten (einer mit Konsole) mit reliefierten Blumenranken und der Jahreszahl 1792; neben den Pfosten eine Wärmenische mit Bogenabschluss | 1792                   | 10.04.1984       | 56              |
| weitere Bilder                | Doppelhaus mit Stall                                                     | Klüppelberg Dohrgaul 21 + 23 Karte                                                 | Zweigeschossiges Doppelhaus mit Stall, 2. Hälfte 18. Jh., Erdgeschoss massiv Grauwacke-Bruchstein, OG und Innenwände Fachwerk. Kehlbalkendc mit liegendem und mittig stehendem Stuhl. An der Rückseite späterer Stallanbau in Bruchstein mit Fachwerkdrempel. Linden-Kopfbäume vor Straßen- und westlich Giebelseite. Haus 21 im OG verbrettert mit Freitreppe vor westlichem Giebel, mit Sandstein- bzw. Holz-Türgewänden; mit teilw. originalen Innentüren, mit originaler gewendelter Holztreppe, Gewölbekeller in Nr. 21 quer zur Traufe. Haus 23 neu verputzt bzw. mit Eternit verkleidet (OG), mit neuem Anbau an der Giebelseite, Gewölbekeller parallel zur Traufe. Im Urkataster von 1831 noch ungeteilt. | 1775                   | 23.11.1993       | 57              |
| weitere Bilder                | Wegekreuz                                                                | Klüppelberg Niederbenningrath Karte                                                | hochrechteckiger Sockel mit Cherub und IHS-Inschrift, darüber Kreuz mit Dreipassenden mit Korpus | 1731                   | 09.03.1984       | 58              |
| weitere Bilder                | Wegekreuz                                                                | Klüppelberg Niederflosbach (östl. vom Haus An der Burg 5) Karte                    | Sandstein, farbig gefasst, hoch-rechteckiger, darüber Andachtspult (an der Unterseite mit Akanthusblättern geschmückt), mit neugotischen Schmuckformen in spitzbogiger Nische Relief des heiligen Josef, überfangen von Kruzifix mit Korpus, gestufter Sockel mit Inschrift: „Ich danke dir Herr Jesu / Christ / Dass du für mich gestor / ben bist. / Ach, laß dein Blut und / deine Pein. / An mir doch nicht verlo / ren sein“ sowie „Errichtet zur Ehre Gottes / von den Eheleuten / Joseph Büchler und Anna / Louise / Kremershoff zu Nieder Flossbach / 1879“ und „Wenn Gott mit uns, / wer dann wider uns“ | 1879                   | 09.03.1984       | 59              |
| weitere Bilder                | Wohnhaus, "Gutshof Niedergaul"                                           | Wipperfürth August-Mittelsten-Scheid-Str. 22 Karte                                 | Haus Nr. 22 in Niedergaul, 1926 inschriftlich datiert, 2 1/2 geschossiges Wohnhaus auf hohem Hausteinsockel, 4-seitig verschiefert, Geschoßgesims, Eingänge giebelseitig und traufseitig mit original Türblättern, über der straßenseitigen Traufseite Schleppgaube, an einer Ecke ist der Hausteinsockel ins EG hochgezogen und wird durch ein übereck laufendes Fensterband abgeschlossen, mit Haus Nr. 24 und den Wirtschaftsgebäuden ist dieses Haus zusammengefasst durch eine Hausteinmauer und bildet den Gutshof Niedergaul | 1926                   | 10.04.1984       | 60              |
| Wohnhaus "Gutshof Niedergaul" | Wohnhaus "Gutshof Niedergaul"                                            | Wipperfürth August-Mittelsten-Scheid-Str. 24 Karte                                 | Haus Nr. 24; 2. Hälfte 19. Jh.; 2-geschossiges Doppelhaus auf langgestreckt-rechteckigem Grundriss und massivem und verputztem Sockel, 3-seitig verschiefert, an der rückwärtigen Traufseite teilweise verputzt mit 2 schmalen, 2-geschossigen massiven Anbauten an dieser Traufseite; 2 traufseitige Eingänge mit Türblättern des späten 19. Jh., Oberlicht und Gebälkstücken; zugehörig: Eine Reihe 2-flügelig angeordneter Wirtschaftsgebäude von 1920, im EG massiv, im OG teilweise Fachwerk, teilweise verschiefert, das mittlere Wirtschaftsgebäude hat ein Krüppelwalmdach; zusammen mit Haus Nr. 22 bildet diese Gebäudegruppe den Gutshof. | 1875                   | 26.04.1983       | 61              |
| weitere Bilder                | Wolllager mit Betriebswasserteich und Wohnhaus                           | Wipperfürth August-Mittelstenscheid-Str. 23-25 Karte                               | langgestreckter, gebogener dreiseitig verputzter und an einer Giebelseite verschieferter Bau mit freiliegenden Kellerfenstern an dieser verschieferten Giebelseite; mehrfach abgeknicktes Dach mit zweireihig angeordneten Dachgauben, zwei Ladeluken; die weiteren dazugehörigen Fabrikbauten sind stark verändert und umgebaut, teilweise durch neue Trakte ergänzt. zugehörig: Betriebswasserteich; Wohnhaus Nr. 25; um 1920, zweigeschossiges Wohnhaus; im EG massiv und verputzt, im OG vierseitig verschiefert mit giebelseitigem Mitteleingang; Giebel 2-fach vorkragend, ein Dachhaus und zwei Dachgauben; das Haus ist wahrscheinlich im Zusammenhang mit der danebenliegenden Textilfabrik gebaut worden, Schmiede, Verwaltungsgebäude. | 1912                   | 26.04.1983       | 62              |
| weitere Bilder                | Wegekreuz                                                                | Klüppelberg Niederkemmerich Karte                                                  | Sandstein, hochrechteckiger Sockel, darüber Aufsatz mit rundbogiger Nische und Relief der Muttergottes mit Kind, darüber Kruzifix mit Korpus | 1858                   | 09.03.1984       | 63              |
| weitere Bilder                | Wegekreuz                                                                | Klüppelberg Oberflosbach, südwestl. Ortsausgang Karte                              | Das Wegekreuz ist aus Sandstein gefertigt, besteht aus einem Kruzifix mit metallenem Korpus, einem Mittelteil mit dem Relief der Kreuztragung Christi und einem Sockel mit der Inschrift: „Errichtet / zur Ehre Gottes / von den Eheleuten / Wilh. Krämershof / und Gert. Flosbach / zu Oberflosbach / 1873“ | 1873                   | 09.03.1984       | 64              |
| weitere Bilder                | Wegekreuz                                                                | Klüppelberg Oberflosbach 2 (Garten), am nördl. Ortsausgang Karte                   | Das Wegekreuz wurde aus Sandstein gefertigt, besteht aus einem Kruzifix mit Korpus, einem Mittelteil mit einer Muttergottesfigur und der Inschrift: „Seht wie ihr mir unsere / Sünden / liebend sich zum / Opfer bringt / wie Er das wir / Gnade finden / schmerzvoll mit / dem Tode ringt“ sowie einem Sockel. Dieser trägt die Inschrift: „Erichtet zur Ehre Gottes von den / Eheleuten Wilhelm Kremershof und Gertrud Flosbach zu / Oberflosbach 1881“ sowie „Ich danke dir von Herzen / O, Jesus bester Freund / für deine Todesschmerzen / wie gut hast du´s gemeint“ | 1881                   | 09.03.1984       | 65              |
| Wegekreuz                     | Wegekreuz                                                                | Klüppelberg Oberholl 5 Karte                                                       | Sandstein, hochrechteckiger, gestufter Sockel mit Inschrift, darüber Andachtspult, Aufsatz mit 2 rundbogigen Nischen, darin Reliefs von Maria und Johannes, darüber Kruzifix mit Korpus; Die Inschrift im Sockel lautet: „Erichtet von Gebrüder / Johan und Christian Brei / denbach in Ober Holl 1894 / Wir beden dich an Herr Jesus / Christus und benedeien dich / den durch dein heilich Kreuz / hast du die Welt erlöset“. | 1894                   | 09.03.1984       | 66              |
| weitere Bilder                | Bildstock                                                                | Klüppelberg Oberkemmerich Karte                                                    | Sandstein, hochrechteckiger Sockel mit Inschrift, darüber Andachtspult, Aufsatz mit rundbogiger Nische, darin Relief der Maria flankiert von Hl. Nikolaus und Hl. Hubert, der ehem. darüber befindliche Kruzifix mit Korpus ist abgebrochen liegt am Boden (Anm. des Fotografen: Letzteres nicht mehr zutreffend im Nov. 2022) | 1858                   | 12.03.1984       | 67              |
| weitere Bilder                | Wegekreuz                                                                | Wipperfürth Obernien Karte                                                         | Wegekreuz, um 1800; aus Eichenholz mit geschweiften und gekerbten Balken, im Fuß eine leere Nische Metallkorpus von E. des 19. Jh. | 1800                   | 12.03.1984       | 68              |
| weitere Bilder                | Wegekreuz                                                                | Wipperfürth Oberröttenscheid Karte                                                 | farbig gefasst, hochrechteckiger, gestufter Sockel mit Inschrift im unteren Teil, darüber Andachtspult und Aufsatz mit rundbogiger Nische, Darstellung der Hl. Maria, darüber Kreuz mit geschweiftem Postament und Korpus | 1852                   | 12.3.1984        | 69              |
| weitere Bilder                | Wegekreuz                                                                | Klüppelberg Oberscheveling Karte                                                   | Sandstein mit Resten von Fassung, hochrechteckiger Sockel mit oralem Inschriftfeld, darüber Andachtspult, Aufsatz mit leerer Muschelnische und Kruzifix mit Korpus | 1847                   | 12.03.1984       | 70              |
| weitere Bilder                | "Villa Ohl"; Fabrikanten-Villa; Schwarzpulver-Museum                     | Klüppelberg Sauerlandstr. 7 Karte                                                  | Villa des Pulver- u. Eisenfabrikanten Carl-Theodor Cramer, später von der Fam. Buchholz bewohnt; 2-geschossiges völlig verschiefertes Wohnhaus auf nahezu quadratischen Grundriss in 3:5 Achsen mit Walmdach; an der straßenseitigen Langseite sind die 3 mittleren Fensterachsen risalitartig leicht vorgezogen, von Pilastern mit ionischen Kapitellen gerahmt und einem flachen Zwerchgiebel mit Rankenornamenten und von einer Girlande umgeben von hochgestelltem Ovalfenster überfangen; Mitteleingang mit Gebälkstück, verziertem Oberlicht und neuem Türblatt; die Erdgeschossfenster neben dem Eingang haben ebenfalls Gebälkstücke; alle 4 Seiten des Hauses sind weiterhin von Holzpilastern mit ionischen Kapitellen eingerahmt, der ehem. rückwärtige Mitteleingang ist heute zugesetzt, an der rückwärtigen Langseite sind einige veränderte Fenster; umlaufendes Traufgesims mit starkem Zahnschnitt | 1812                   | 17.10.1983       | 71              |
| weitere Bilder                | Bahnhof Ohl-Rönsahl                                                      | Klüppelberg Ohl, Hassiepen 3 Karte                                                 | völlig verschiefertes Bahnhofsgebäude auf Hausteinsockel; unregelmäßig geformtes Dach mit Schwebegiebel, Dachgauben; über einigen Fenstern und einigen Eingängen weit hinaus ragende Verdachungen von Konsolen und Streben getragen, umlaufende Geschossgesimse, Giebel mit Zierverbretterung, seitlich anschließender Expressgutteil: Fachwerk aus geziegelten Gefachen | 1900                   | 02.02.1987       | 72              |
| weitere Bilder                | Kolonnenhaus des Bahnhofs Ohl-Rönsahl                                    | Klüppelberg Ohl, Hassiepen 3 Karte                                                 | eingeschossiges Haus mit geziegelten Gefachen; traufseitiger Giebel | 1900                   | 02.02.1987       | 73              |
| Bildstock                     | Bildstock                                                                | Klüppelberg Ommerborn 3 Karte                                                      | Bildstock, Kreuzigungsrelief, neu aufgemauerter Bildstock in dem Sandsteinplatten, Sandsteinkruzifixe eingelassen sind; eine rundbogige Platte mit Kreuzigungsrelief trägt das Datum 1765, Denkmalwert fraglich | 1765                   | 12.03.1984       | 74              |
| weitere Bilder                | Kapelle                                                                  | Klüppelberg Ommerborn Karte                                                        | kleine Bruchsteinkapelle mit halbrundem Schluss und verschiefertem Dachreiter, mit 6-seitiger Haube; rundbogige Fenster an den Langseiten, ein rundbogiges zugemauertes Fenster im Chor, darunter ein kleiner rechteckiger Eingang mit Sandsteingewände; am Giebel korbbogiger Eingang mit Inschrift im Türsturz, im Giebeldreieck Thermenfenster; an den Außenwänden der Kirche sind 7 Fußfälle eingelassen; auf rechteckigen Sandsteinplatten rundbogige Felder mit Reliefs, darüber Segmentgiebel; diese Reliefs sollen nach 1849 von einem Steinmetz mit Namen Sachs angefertigt worden sein. | 1849                   | 17.10.1983       | 75              |
| weitere Bilder                | Wegekreuz                                                                | Klüppelberg Poshof Karte                                                           | Sandstein, darüber Andachtspultaufsatz mit 2 rundbogigen Feldern, darin die Reliefs des Hl. Nikolaus und der Hl. Agatha, darüber Kruzifix mit Korpus, hochrechteckiger Sockel mit (verwitterter) Inschrift (nach Überlieferung):"„Im Kreuz ist Heil./Den Juden ein Aergernis,/den Heiden eine Thorheit ist./Errichtet von den Eheleuten/Pet Joe Dörpinghaus/und/Maria Cath. Maiböcker/und deren Sohn Robert/1870.“ | 1870                   | 17.10.1983       | 76              |
| weitere Bilder                | Bildstock (Nord)                                                         | Klüppelberg Bühlstahl Karte                                                        | Der Bildstock ist aus Sandstein gefertigt und zeigt unter einem Segmentgiebel im Mittelteil ein Relief mit der Geißelung Christi. | 1859                   | 03.11.1987       | 77              |
| Bildstock (Süd)               | Bildstock (Süd)                                                          | Klüppelberg Bühlstahl Karte                                                        | Der aus Sandstein gefertigte Bildstock im Süden Bühlstahls besteht aus einem Segmentgiebel, einem Mittelteil mit einem Relief des Gebetes am Ölberg. | 1859                   |                  | 78              |
| weitere Bilder                | Wohnhaus Haus Schlieper                                                  | Klüppelberg Niederklüppelberg Karte                                                | Anfang 18. Jh. (Türzarge mit Inschrift 1713 und 1718); 2-geschossiges massives Wohnhaus, bis 1963 als Bauernhaus genutzt mit Stall-, Wohn- und Scheunenbereich. Ein in der Giebelwand abgemauerter Torbogen ("Deelentor"), die vorhandenen Ständerwände in Gebäudelängsachse sowie die sog. Steinküche (ehem. Herdraum am Dielenende) deuten auf ein ehem. niederdeutsches Hallenhaus hin. Heute 2-seitig verputzt und im ehem. Stallteil stark umgebaut; Giebeldreiecke in Eternit verkleidet. Die Fenster der Räume, die nicht als Wohnräume genutzt werden, sind z.T. noch mit Blockrahmen vorhanden (Abstellräume, Südostseite). Gemauerte Entlastungsbögen, Fensterstürze in Bruchsteinmauerwerk erkennbar. Gewölbekeller mit Verbindungstür ist über Treppenanlage von der Steinküche erreichbar. | 1713                   | 25.11.1987       | 80              |
|                               | Wegekreuz                                                                | Klüppelberg Oberbenningrath                                                        | Wegekreuz nicht mehr vor Ort (Verbleib unklar)(Anmerk. v. 10.3.24) | 1888                   | 03.11.1991       | 81              |
| weitere Bilder                | Wegekreuz                                                                | Klüppelberg Berghausen Karte                                                       | Das Sandstein-Kreuz besteht aus einem Kruzifix mit INRI-Inschrift und Korpus, einem Mittelteil mit Nische und Relief der hl. Anna und der Unterschrift „ST. ANNA“. Im Sockel befindet sich die Inschrift „ERRICHTET / VON / CHRIST. DÖRPINGHAUS / UND / ANNA MARG. BERGHAUS / 1827“ | 1827                   | 03.11.1987       | 82              |
| Wegekreuz                     | Wegekreuz                                                                | Wipperfürth Münte Karte                                                            | Das Wegekreuz aus Sandstein hat ein Kruzifix mit lilienförmigen Enden, eine Muschelnische mit Relief (Maria und Johannes Evangelist) sowie einen Sockel mit folgender Inschrift:"AO 1745 D Z … /HAT JOeS WeYeR/HOFF VD AGNeS /WURD DIS CReGUTZ /ZU IESU SeTeN /LASSeN". | 1715 (?, s. Inschrift) | 18.02.1992       | 83              |
| weitere Bilder                | Staumauer Kerspe-Talsperre                                               | Klüppelberg Großfastenrath Karte                                                   | | 1909–1912              | 18.02.1992       | 84              |
| weitere Bilder                | Freilichtaltar                                                           | Klüppelberg Ommerborn Karte                                                        | Erbauungszeit ca. 1936 | 1936                   | 29.09.1992       | 85              |
| weitere Bilder                | Bildstock                                                                | Klüppelberg Oberkemmerich 4 Karte                                                  | Sandstein; hoch-rechteckiger Aufsatz mit Inschrift, in den eine offenbar ehem. in einem Bildstock befindliche Platte eingemauert ist; darüber Andachtspult, Aufsatz mit rundbogiger Nische und Kreuzigungsrelief, überfangen von einem Segmentgiebel | 1858                   | 29.06.1993       | 86              |
| weitere Bilder                | Mühlenanlage an der Großen Dhünn                                         | Wipperfeld Neumühle Karte                                                          | exakte Bauzeit der heutigen Anlagen nicht bekannt; Mühlenanlage im Tal der Großen Dhünn, bestehend aus ehem. Mühlenteich, Obergraben mit Zulauf, ehem. Mühlengebäude (Fachwerkgebäude 1-geschossig auf talseitigem Bruchsteinsockel, 19. Jh.). Im 1-geschossien Anbau oberschlächtiges stählernes Mühlrad. Neben Anlagen der Eisenverhüttung und -verarbeitung im Tal der Großen Dhünn ist die Errichtung einer Malmühle in Neumühle im Jahre 1465 durch Schriftstücke belegt. | 1465                   | 29.09.1992       | 87              |
| weitere Bilder                | Keller                                                                   | Wipperfürth Marktplatz 9 Karte                                                     | Der Keller stammt offensichtlich noch aus der Zeit vor den Stadtbränden, ist evtl. noch mittelalterlich. | 1500                   | 29.09.1992       | 88              |
| weitere Bilder                | Bergisches Fachwerkhaus                                                  | Klüppelberg Berghausen 4 Karte                                                     | Bergisches Fachwerkhaus, Ende 17./Anfang 18. Jh.; 2-geschossiges queraufgeschlossenes Wohnstallgebäude, teilweise unterkellert/gewölbt. Erdgeschosswände teilw. massiv erneuert. Massive Haustein-Herdwand zwischen Küche und Kammer. Spätere klassizistische Zutaten: Türverdachung und Zahnschnitt-Traufgesims. | 1700                   | 02.11.1992       | 89              |
| weitere Bilder                | Wohnhaus mit Stall                                                       | Klüppelberg Oberscheveling 1 Karte                                                 | Frühes 18. Jh. (eher 17. Jh.); 2-geschossiges Wohn-Stall-Haus; EG: massiv und verputzt; OG: Fachwerk, Lehmfüllung, 3-seitig blechbehangen, Schieferprägung; massive Giebelseite im OG verputzt und Krüppelwalm. 2 Eingänge zum Wohnteil, traufseitig und in Giebelmitte. Stallbereich: eingeschossiger massiver Anbau, verputzt. Ein- und Anbauten 19./20. Jh. Alle Fenster des Wohnteils in Holz neu. Es handelt sich um ein ehemaliges Hallenhaus; die Mittel-längs-Diele, das Deelentor in der Stallgiebelwand sind ebenso wie der 2. Krüppelwalm nachweisbar. Zwei Gewölbekeller parallel zum First, einer zugesetzt. Der zweite mit Brunnenanlage. Die Dacheindeckung aus Formblechen verzinkt, geteert. Bauerngarten mi Weißdornschutzhecke. | 1690                   | 23.11.1987       | 90              |
| weitere Bilder                | Bergisches Bürgerhaus                                                    | Wipperfürth Marktstraße 3 Karte                                                    | Vorderhaus: 2-geschossiges Fachwerkhaus, traufständig, errichtet nach Stadtbrand von 1795 auf dem Gewölbekeller des Vorgängerbaus. Innentreppe im Louis XVI-Stil, sowie zweiflügelige Salontür erhalten, ebenso Gewölbekeller, Fachwerk (verkleidet) und Dachstuhl. Veränderungen (50er Jahre): Dreiecksgiebel mit Glockentürmchen und zweiläufiger Außentreppe entfernt. Einbau von 2 Schaufenstern, Austausch Schieferverkleidung durch Fliesen. Hinterhaus: 3-geschossiger Anbau (incl. Hochkeller) von 1868 (?) in Fachwerk mit Mansarddachstuhl/Walmdach traufständig zur Gasse. Ostgiebelseite blechbehangen, Südseite verkleidet mit Naturschiefer. 1. und 2. OG erschlossen durch Treppe im Vorderhaus. Ab 1888 erstes Wipperfürther Krankenhaus, bekannt unter dem Namen "Klösterchen". | 1800                   | 31.01.1996       | 91              |
| weitere Bilder                | Rathaus                                                                  | Wipperfürth Marktplatz 1 Karte                                                     | 2-geschossiger Massivbau mit Sockelgeschoss zum Marktplatz, mit Walmdach; westliche Eingangsfassade und Schauseite sind zugleich Platzwand des Marktplatzes; U-förmiger Grundriss mit Flügeln an Marktstraße und Hochstraße; Bauzeit 1949/1950 nach Wettbewerb; Architekt Bernhard Rotterdam (1893–1974), Bensberg | 1949                   | 12.02.1998       | 92              |
| weitere Bilder                | Turbinenhaus                                                             | Wipperfürth Wupperstraße 14 Karte                                                  | Lage an bzw. über der Wupper; 3-geschossiger Backsteinbau mit flachem Satteldach, im UG Turbinenkammer und Schützanlage; weit gespannte Betonkonstruktion, zugehörig Wupperwehr und Betonsteg über die Wupper; Bauzeit 1819/1919, Wiederherstellung 1946; Architekt: Heinrich Fischer | 1918                   | 12.02.1998       | 93              |
| Kindergarten                  | Kindergarten                                                             | Wipperfürth Klosterberg, Ringstraße Karte                                          | 3-Gruppen-Kindergarten als 1-geschossiger gegliederter Flachbau in Beton-/Mauerwerk-Konstruktion; Bauzeit 1964; Architekt: Bernhard Rotterdam (1893–1974), Bensberg | 1964                   | 21.12.1998       | 94              |
| weitere Bilder                | Ev. Grundschule Albert Schweitzer                                        | Wipperfürth Lüdenscheider Straße 18 Karte                                          | 2-geschossiges Gebäude über Kreuzgrundriss auf hohem Bruchsteinsockel, allseitig verschiefert; Mittelrisalit mit Satteldach, 2 ungl. lange Seitenflügel mit Walmdächern; Taufen: 1 m hohe Zierverbretterung; straßenseitig 2 ungleich-große Eingänge mit original Türanlagen und Treppenpodesten; im Mittelrisalit (straßen- und rückseitig) 3 Fensterachsen, ebenso Südwestseite Seitenflügel; 3-flügel. Fenster mit Oberlichtern; 4 dominante Kaminköpfe (3 erhalten) Rückseite Erweiterung 1. Hälfte 20. Jh. und 1960 | 1902                   | 15.02.2002       | 95              |
| weitere Bilder                | Eh. Fabrikantenwohnhaus mit Park                                         | Wipperfürth Erste Mühle 4 Karte                                                    | Bauzeit ca. 1840; 2-geschossiges Wohnhaus, nicht sehr hohes Walmdach, rundum verschiefert über einem hohen, gemauerten verputzten Sockel; Orientierung zum Park mit erkennbarer Vorfahrt und Rondell, 5 Achsen, in der Mitte Hauseingang mit Freitreppe (Sandstein), 2-flügelige Kassettentür mit gusseisernem Oberlicht und kräft. Abschlussgesims; darüber kleiner Balkon auf Konsolen (Voluten). Verdachung über EG-Fenstern (Fenster + Schlagläden Ende 19. Jh.), Schmalseite 2 Achsen, Hofseite 3 Achsen, über mittig gelegenen Nebeneingang (einflügelige Kassettentür) Erschließung des Treppenhauses; Treppe mit Traljengeländer und originellem Geländeranfänger, 1842 datiert; Ausbau des DG im 20. Jh. | 1840                   | 24.02.2003       | 96              |
| weitere Bilder                | Eh. Mädchenwohnheim                                                      | Wipperfürth Engelsburg 16 Karte                                                    | 2-geschossiges Gebäude mit Mansarddach, westlich nach Norden vorstehender Querbau mit abgewalmten Satteldach; Hausteinsockel, massives verputztes EG; OG: Eisenbetonpfeiler mit dazwischenliegendem Holzfachwerk, verschiefert; 5:2 bzw. 3 Achsen; Belichtung des Mansard- bzw. Dachgeschosses durch Satteldachgauben; orig. Holzfenster im südlichen Quergiebel sowie in den Gauben; Haupteingang im Süden des Querbaus mit orig. zweiflügeliger Holztür mit Kassetten; segmentförm. Oberlicht mit Sprossen; Freitreppe mit massiver Tonne und geschwungenem Dach. Innen: Betonstützenkonstruktion über Eisenbetondecken; orig. Treppenhaus mit 3-läufiger Holztreppe; orig. Wohn-(früher Schlaf-)bereichabschlüsse; zugehörig: Im Süden tiefer gelegenes ehem. Pförtnerhaus | 1910                   | 01.12.2005       | 97              |
| weitere Bilder                | Kath. Kirche St. Michael                                                 | Wipperfürth Paulstraße 8 Karte                                                     | Bauzeit: 1956–1958; Architekt: Bernhard Rotterdam (1893–1973); nach Osten ausgerichteter Zentralbau mit zeltförmigem Dach, tragende Konstruktionsteile in Stahlbeton, dazwischen gespannte Wandscheiben in Bruchsteinmauerwerk (Grauwacke); große Glasflächen, Haupteingang im Westen: 3 zweiflügelige Glastüren; der Südseite vorgelagert: Sakristei und Pfarrwohnung, flachgedeckter kleiner Baukörper als bauliches Verbindungsglied zur Kirche (Taufkapelle); Innenraum: Boden: Schiefer und Asphaltplatten; unter der Spitze des holzverkleideten Zeltdachs.: Altar (Künstler: Sepp Hürten, auch Taufstein, Tabernakel, Andachtspult), Bankreihen von 3 Seiten; große farbige, die Elemente darstell. Glasflächen im Süden, Norden und Westen; kleine farbig verglaste Wandöffnungen (Darstellung St. Michael); im Osten (Glaskünstler: J. Weigemann); Sängerempore: Beton auf Stahlrohrstützen, Holzgeländer, hölz. Beichtstuhl in der Südwand, Marienaltar in der Nordwand | 1956                   | 21.03.2003       | 98              |
| weitere Bilder                | Wohn-/Geschäftsgebäude                                                   | Wipperfürth Engelsburg 26 Karte                                                    | 2 1/2 geschossies; ganz unterkellertes Gebäude mit Drempel, Satteldach, Zwerchgiebel im berg. Rokokostil und 2 Dachgaupen; 4:1 Achsen; Sockel mit Haustein verkleidet; 1. und 2. Geschoss verputzt; Drempel, Zwerchgiebel und Ostgiebel mit Kunstschiefer verkleidet; Wohnungseingang im Osten mit original Türblatt; original belassene Fenster; an der Straßenfront 2-flügelig (OG) bzw. 3-flügelig (EG) mit Oberlichtern und Stuckumrahmungen; rechte Seite EG: symmetrische Schaufernsteranlage im berg. Stil mit mittigem Eingang aus der Erbauungszeit. | 1910                   | 05.12.2006       | 99              |
| weitere Bilder                | Alter evangelischer Friedhof                                             | Wipperfürth Hindenburgstraße Karte                                                 | |                        | 08.06.2010       | 100             |
| Wegekreuz                     | Wegekreuz                                                                | Klüppelberg Ritterlöh 8 Karte                                                      | hochrechteckiger Sockel mit Inschrift darüber Andachtspult, Aufsatz mit leerer Muschelnische, darüber Kruzifix mit neuem Metallkorpus | 1858                   | 12.03.1984       | 101             |
| weitere Bilder                | Wegekreuz                                                                | Klüppelberg Roppersthal 12 Karte                                                   | Sandstein, hochrechteckiger Sockel mit Inschrift und Relief von Kreuz, Herz und Anker, darüber Andachtspult, Aufsatz mit rundbogiger Nische, darin die Reliefs des Hl. Nikolaus und Hl. Agatha, darüber Kruzifix und Korpus. Inschrift:"Im Kreuz ist Heil/den Juden ein Aergernis/und den Heiden eine Thorheit" sowie "Errichtet von den Eheleuten/Wilhelm Sonnenberg 1871/Zum Andenken/an den letzten Stammhalter/unserer Familie/Ob. Wachm. Willi Sonnenberg/geb. 7.5.1915 gefl. 20.4.1945/bei Stuttgart". | 1871                   | 12.03.1984       | 102             |
| weitere Bilder                | Bildstöcke                                                               | Klüppelberg Kreuzung Am Kalvarienberg / Im Siepen (Rote Höhe) Karte                | Kalvarienberg, 14 Bildstöcke; Sandstein mit Dreiecksgiebeln, darin eingelassen Metall-Relief-Platten farbig gefasst mit Szenen aus der Leidensgeschichte; 1883 eingeweiht (gem. Aussage von Herrn Selbach) | 1883                   | 17.10.1983       | 103             |
| weitere Bilder                | Wegekreuz                                                                | Wipperfürth Schmalenfeld 1 Karte                                                   | über hochrechteckigem gestuftem Sockel, Andachtspult, darauf Aufsatz mit leerer Muschelnische, darauf Kreuz mit Korpus; Sockelinschrift:Zur/Ehre Gottes/erichtet von den Eheleuten/Christian Goller/und Wilhelmine Orbach/zu Schmalenfeld/im Jahre 1892. | 1892                   | 12.03.1984       | 104             |
| weitere Bilder                | Wegekreuz                                                                | Wipperfürth an der B506 vor dem Hof Schniffelshöh Karte                            | hochrechteckiger Sockel aus Sandstein mit Inschrift, darüber Andachtspult Aufsatz mit rundbogiger Nische darin Relief seiner Heiligen, Kruzifix mit Korpus. | 1853                   | 02.04.1984       | 105             |
| weitere Bilder                | Bildstock                                                                | Wipperfürth Seidenfaden, an dem Weg zw. Münte und Eichholz Karte                   | neu aufgemauerter Bildstock auf Grauwacke, eingelassen 2 Reliefplatten, die obere mit Reliefs der Gefangennahme, die untere mit Reliefs eines Heiligen | 1724                   | 02.04.1984       | 106             |
| weitere Bilder                | Wegekreuz                                                                | Wipperfürth Schwickertzhausen Karte                                                | Wegekreuz, Mitte 19. Jh.; hochrechteckiger gestufter Sockel mit Inschrift, im oberen Teil Relief aus Kranz und Schleife, darüber Andachtspult, Kreuz und Korpus. | 1850                   | 02.04.1984       | 107             |
| weitere Bilder                | Wegekreuz                                                                | Klüppelberg Sonnenberg Karte                                                       | Sandstein, farbig gefasst, darüber Andachtspult, Aufsatz mit leerer Muschelnische, darüber Kruzifix mit Korpus, hochrechteckiger gestufter Sockel mit Inschrift:"ERRICHTET von/den EHELEUTEN/CARL JOS. KÜSTER/AL. KAUSEMANN/zu/SONNENBERG/1851". | 1851                   | 02.04.1984       | 108             |
| weitere Bilder                | Wegekreuz                                                                | Klüppelberg Im Siepen 28 Karte                                                     | Sandstein, hochrechteckiger gestufter Sockel mit Inschriftfeldern und flankierenden Säulen darüber Andachtspult. Aufsatz mit Dreiecksgiebel neugotischen Fialen und Dreipassnische, darin Relief der schmerzhaften Mutter Gottes darüber Kruzifix mit Korpus. | 1881                   | 02.04.1984       | 109             |
| weitere Bilder                | Bildstock                                                                | Wipperfürth Sonnenschein Karte                                                     | Sandstein, mit Resten von Fassung, gestufter, hochrechteckiger Sockel, darüber Aufsatz mit Relief der Gefangennahme in rundbogigem Feld, darüber erneuertes Kreuz | 1724                   | 02.04.1984       | 110             |
| Kreuz, sog. "Ommer-Kreuz"     | Kreuz, sog. "Ommer-Kreuz"                                                | Wipperfürth nördl. Sonnenschein Karte                                              | Sandstein, darüber Andachtspult mit Aufsatz und leerer, rundbogiger Nische, darüber neues Marmorkreuz mit Korpus, gestufter Sockel mit Inschrift: "Im Kreuz ist heil Erichtet von den Eheleuten Hubert Wurth und Elisabeth Baumhof von Kausemannsbirken 1891." Ursprünglich stand das Kreuz vermutlich in Kausemannsbirken, welches dem Bau der Neyetalsperre weichen musste. Da das Ommer Kreuz seit 1668 Ziel der Prozession am ersten Samstag nach dem Herz-Jesu-Fest ist, muss es einen Vorgänger an diesem Standort gegeben haben. | 1891                   | 17.10.1983       | 111             |
| weitere Bilder                | Wohn-/Stallgebäude                                                       | Klüppelberg Klaswipper 5 Karte                                                     | Erbauungszeit Anfang 19. Jh.; 2-geschossiges Fachwerkhaus mit Satteldach, traufständig zur Straße, Fenster und Außentüren neu, Wände kunststoffverkleidet, 2. Hälfte 20. Jh. Quer zur Firstrichtung massiver Stall (Urkarte 1865), im Osten, parallel zum Wohnhaus Scheune von Anfang 20. Jh., im Westen 2 über 100-jährige Linden und ein großer Walnussbaum. Im Innern: Tragwerk von Dach und Wänden vorhanden, Gewölbekeller unter Westteil, Räucherkammer im DG | 1825                   | 07.04.2003       | 112             |
| weitere Bilder                | Kath. Pfarrkirche St. Anna in Thier                                      | Klüppelberg Joh.-Wilh.-Roth-Straße 30a Karte                                       | Kath. Pfarrkirche St. Anna, 1895–97 (W. Sültenfuß); neugotische Hallenkirche von 3:4 Jochen mit eingestelltem Westturm und gerade geschlossenen Seitenschiffen; niederer, eingezogener, 3-seitig geschlossener Chor; zw. Chor und Seitenschiff niederer Sakristeianbau; Westturm mit 8-seitiger, verschieferter Haube un spitzbogiger Westeingang mit 3-fach gestuftem Gewände, umlaufenden Wülsten und flanierenden Säulen; spitzbogige Fenster mit neugotischem Maßwerk an Langhaus und Chor; im Innern Ausstattung des 19. Jh. erhalten; Langhaus und Chor sind durch kräftige Strebepfeiler gegliedert. | 1895                   | 17.10.1983       | 113             |
| weitere Bilder                | Pfarrhaus                                                                | Klüppelberg Joh.-Wilh.-Roth-Straße 27 Karte                                        | 2-geschossiges, völlig verschiefertes Haus, an der straßenseitigen Traufseite 5 Achsen mit Eingang in der Mittelachse und paarweise angeordneten Fensterachsen, an der rückwärtigen Traufseite und einer Giebelseite je 3 Achsen; Gebälkstücke über Tür und Fenstern im EG, die Eingangstür mit Oberlicht, an einer Giebelseite 1-geschossiger, verschieferter Anbau | 1782                   | 17.10.1983       | 114             |
| weitere Bilder                | Friedhof Thier                                                           | Klüppelberg Joh.-Wilh.-Roth-Straße Karte                                           | alter Friedhof bei der Kath. Pfarrkirche, mit Hochkreuz aus Sandstein von 1858, mit Grabkreuzen des 18. und 19. Jh. | 1858                   | 17.10.1983       | 115             |
| weitere Bilder                | Wegekreuz                                                                | Klüppelberg Joh.-Wilh.-Roth-Straße 38 Karte                                        | Wegekreuz (bei der Schule); über hochrechteckigem Sockel mit Inschrift Andachtspult, Aufsatz mit Dreipassnische, darin Kreuz mit Metallkorpus, darüber schlichtes Kreuz mit gestuftem Postament. | 1851                   | 17.10.1983       | 116             |
| weitere Bilder                | Hof Berger                                                               | Klüppelberg Joh.-Wilh.-Roth-Straße 29 Karte                                        | 2-geschossiges Gebäude mit Satteldach, traufständig zur Straße, Fachwerk auf Bruchsteinsockel, 3-seitig verschiefert, NO-Giebel unverschiefert mit Ladeluke; 5 ursprüngliche Achsen, später um 2 schmalere Achsen erweitert, in der 3. Achse Hauseingang mit orig. Türblatt, 2 seitl. Fenstern, Oberlicht, Gebälk, verkröpft. Gesims, mehrere orig. 2-flügelige Fenster mit Sprossen und Stangenbeschlag, Schlagläden im EG; im Innern: Orig. Sandsteinplatten in der Diele, orig. Nadelholzdiesen - gestrichen - in mehreren Räumen; Eichenholztreppe mit prof. Wange und Traljengeländer, liegender Dachstuhl, tonnengewölbter Keller; Bauzeit: 2. Hälfte 19. Jh. | 1875                   | 15.01.2001       | 117             |
| weitere Bilder                | alte Vikarie (ehem. Haus des Kaplans)                                    | Klüppelberg Aherberg 1 Karte                                                       | Ende 19. Jh.; 2-geschossiges, völlig verschiefertes Haus in 3/2 Achsen; an der Traufseite 3 Achsen mit Eingang in der Mittelachse, verkröpftes Traufgesims, zwei 1-geschossige Anbauten an der rückwärtigen Traufseite, teils Holz-, teils blechbehangen. | 1868                   | 17.10.1983       | 118             |
| weitere Bilder                | Bildstock                                                                | Klüppelberg Am Buschfelde, am Weg zw. Thier u. Jörgensmühle Karte                  | Bildstock, Straße nach Baldsiefen, 1851 datiert; über hochrechteckigem Sockel mit Inschrift Andachtspult, darüber Aufsatz mit rundbogigem Feld. Darstellung der Kreuztragung, darüber Gesims und Segmentgiebel mit einfachem Kreuz | 1851                   | 17.10.1983       | 119             |
| weitere Bilder                | Bildstock                                                                | Klüppelberg Amberg 1 (Thier) Karte                                                 | hochrechteckiger Sockel mit Inschriftplatte, darüber Andachtspult und Aufsatz mit rundbogigem Relief, Darstellung des Salvator, darüber Karniesgesims mit Segmentgiebel, bekrönt von einer Kugel und schlichtem Kreuz | 1851                   | 17.10.1983       | 120             |
| weitere Bilder                | Haus Berger                                                              | Klüppelberg Kapellenberg 1 Karte                                                   | 2-geschossiges Haus in Fachwerkkonstruktion auf älterem Bruchsteinsockel mit Krüppelwalmdach; 2-seitig verschiefert, die Giebelseite mit Ladeluke; Traufseite zur Straße 7 Achsen, in der Mittelachse Eingang mit originalem Türblatt und Gebälkstück, 2-läufige Freitreppe; Giebelseiten 4 Achsen, rückwärtige Traufseite mit 2 massiven Anbauten aus der 2. Hälfte 20. Jh. teilweise original 2-flügelige Sprossenfenster; originale Sandsteinplatten im Eingangsbereich; Bauzeit 2. Hälfte 19. Jh. | 1875                   | 15.01.2001       | 121             |
| Wohnhaus                      | Wohnhaus                                                                 | Wipperfeld Überberg 3 (irrtümlich Nr. 1 in den städt. Unterlagen) Karte            | 1598 in einem Türsturz inschriftlich datiert; mit einigen späteren Veränderungen; 1-geschossiges Fachwerkhaus über nahezu quadratischem Grundriss; Fachwerk des 17. Hj. an einer Giebelseite sichtbar, hier im Dachraum 2 Geschosse, dieser 2-fach leicht vorkragend; abgeschrägter Rähm, starke Kopfstreben, in den Brüstungsfeldern des oberen Geschosses viertelkreisförmige Fußstreben, an einer Traufseite Eingang mi Datierung 1753, originales, schlecht erhaltenes, 2-teiliges Türblatt, die 2. Traufseite erweitert u. mit Wellpappe verkleidet, Teile der alten Traufseite im Innern erhalten (hier befindet sich der ehem. Eingang mit Datierung 1598), auch die 2. Giebelseite im 19. Jh. erweitert, Anbau aus dem 19. Jh. | 1598                   | 17.10.1983       | 122             |
| Wegekreuz                     | Wegekreuz                                                                | Wipperfeld Überberg Karte                                                          | Das aus Sandstein gefertigte Wegekreuz besteht aus einem Kruzifix mit Korpus und INRI-Schild, einem Mittelteil mit leerer Spitzbogennische sowie einem Sockel mit der Inschrift: „Daran haben wir die Liebe / Gottes erkannt, dass er sein / Leben für uns dahin gab / und auch wir sollen für die / Brüder das Leben lassen / B. Joh. III 16“ sowie „Von den Eheleuten / Georg Felder / und / Anna Catharina / Heider / zu Ueberberg“ und „zur / höchsten Ehre / Gottes / errichtet / im Jahre des Heils / 1864“ | 1864                   | 03.11.1991       | 123             |
| weitere Bilder                | Wegekreuz                                                                | Klüppelberg Unterthier, Grundstück An der Burg 1 / Ecke Weg Heidchen Karte         | Wegekreuz, Ende 19. Jh.; hochrechteckiger, gestufter Sockel mit Inschrift, darüber Andachtspult, an der Unterseite mit Ahornblättern, darauf Aufsatz mit Dreiecksgiebel und Blattschmuck in spitzbogigem Feld, Kruzifix mit Korpus. Die Sockelinschrift lautet: „Errichtet / zur Ehre Gottes / von den Eheleuten / Christian Berghaus / und / Catharina Dünner / 1872“ sowie „Im Kreuze / ist Heil, / O, Wanderer, schau des Kreuzes / Zeichen und lass in Reu / dein Herz erweichen“. | 1890                   | 02.04.1984       | 124             |
| weitere Bilder                | Bildstock                                                                | Klüppelberg Unterthier, gegenüber Haus Nr. 6 Karte                                 | Bildstock; Sandstein, hochrechteckiger Sockel mit Inschrift, Andachtspult, Aufsatz mit Relief der Geißelung in rundbogigem Feld, überfangen von Segmentgiebel mit Kreuz. Die Inschrift lautet: „Errichtet zur Ehre Gottes / von den Bewohnern zu Abstoß / WILHELM BALDSIEFER / JOHANN BERGER / PETER WÜSTE und / JOHANN NEUENHAUS 1851“. | 1851                   | 02.04.1984       | 125             |
| weitere Bilder                | Kapelle                                                                  | Klüppelberg Vordermühle Karte                                                      | kleiner Saalbau aus verputztem Bruchstein mit 3-seitigem Schluss, der anstelle älterer Vorgängerbauten (17. Jh., 19. Jh.) errichtet wurde; an den Langseiten je 2 stichbogige Fenster, über der Eingangsseite ein verschieferter Dachreiter; Eingang mit rundbogigem Oberlicht; an den Außenwänden der Kapelle 7 Fußfälle aus Sandstein von 1857, jeweils hochrechteckige Sockel darüber rechteckige Aufsätze mit Reliefs in rechteckigen Feldern, überfangen von Segmentgiebeln die für das Innere der Kapelle angegebene Ausstattung ist z.Z. nicht vorhanden, die Kapelle wird renoviert | 1858–1859              | 17.10.1983       | 126             |
| weitere Bilder                | Wohnhaus                                                                 | Wipperfürth Vorderschöneberg 2 Karte                                               | 2. Hälfte 19. Jh.; 2-geschossiges, 2-seitig verschiefertes und blechbehangenes Fachwerkhaus, im EG teilweise massiv (Stallteil) mit traufseitig angebautem, neuem langgestrecktem Wirtschaftsteil; traufseitiger Eingang mit neuem Türblatt und Gebälkstück, Ladeluke; zugehörig: langgestrecktes, 1-geschossiges Fachwerk-Wirtschaftsgebäude; Nutzung: landwirtschaftliches Anwesen | 1875                   | 04.03.1985       | 127             |
| weitere Bilder                | Wegekreuz                                                                | Wipperfürth Vorderschöneberg 3 Karte                                               | Sandsteinkorpus an einem einfachen Holzkreuz, in den Kreuzstamm eingelassenen spitzbogiger Nische, vergittert mit Porzellanfigur der Muttergottes | 1870                   | 02.04.1984       | 128             |
| weitere Bilder                | Wegekreuz                                                                | Wipperfürth Wegerhof Karte                                                         | farbig gefasst, hochrechteckiger Sockel mit Inschrift und Relief mit Kreuz, Herz und Anker, drüber Andachtspult und Aufsatz mit rundbogigem Feld und Darstellung der Muttergottes, darüber Kreuz mit geschweiftem Postament und Korpus | 1861                   | 02.04.1984       | 129             |
| weitere Bilder                | Wegekreuz                                                                | Wipperfeld an der Straße zwischen Weier und Erlen Karte                            | Das Wegekreuz ist aus Sandstein gefertigt und besteht aus einem erneuerten Kruzifix mit INRI-Schild. Im Mittelteil befindet sich eine Muschelnische mit einem Relief des hl. Klemens und der Überschrift S. KLEMEÄNS. Der Sockel trägt die Inschrift DESES CHREÖSZ / HABEN . TES / ES . ZO EHREN / GOT AVF RICH / TEN . LASEN / EHLEVTH / P. C. KOFFELER / M. CATRINA / BÖRCHS / 1801 | 1801                   | 03.11.1991       | 130             |
| weitere Bilder                | Landw. Gebäude                                                           | Klüppelberg Wingenbach 1 Karte                                                     | nach Angaben des Besitzers 2-geschossiges Fachwerkhaus, an einer Traufseite verschiefert, mit massiven Wirtschaftsanbauten, an der rückwärtigen Giebelseite; Eingänge traufseitig und giebelseitig in der Mittelachse; zugehörig: Bruchsteinbackhaus, von dem der Ofen entfernt wurde; Nutzung: landwirtschaftliches Anwesen | 1870                   | 06.03.1985       | 131             |
| Kreuz                         | Kreuz                                                                    | Wipperfeld Friedhof Wipperfeld                                                     | Hochkreuz mit neugotischem Schmuck und Kruzifix mit Metallkorpus | 1873                   | 17.10.1983       | 133             |
| weitere Bilder                | Altes Pastorat und Pfarrgut (Wiedenhof)                                  | Wipperfeld Dorfstraße 8 bzw. 8a Karte                                              | Ehem. Pastorat, Anfang 19. Jh.; 2-geschossiges, völlig verschiefertes und blechbehangenes Fachwerk-Doppelhaus auf langgestreckt-rechteckigem Grundriss mit 2-geschossigem giebelständigem, verschieferten Teil an der rückwärtigen Traufseite; 2 traufseitige Eingänge mit erneuerten Türblättern und einer davon mit einem seitlichen Fenster | 1815                   | 17.10.1983       | 134             |
| Wegekreuz                     | Wegekreuz                                                                | Wipperfeld Dorfstraße/Ecke Felderweg Karte                                         | Das Wegekreuz ist aus Sandstein gefertigt, besteht aus einem Kruzifix mit Korpus und INRI-Schild, einem Mittelteil mit Muschelnische und einem Relief des hl. Franz Xaver mit der Überschrift S: XAVERIVS. Der Sockel ist dreigeteilt und trägt die Inschriften 1779 / IMA AUGUSTI. und AD HONOREM JESU / CHRISTI PATIENTIS PRESENS / STATIO ERIGEBATUR AB HU / IATE PASTORE PETRO ANTO / NIO SCHÜRHOLZ (Zur Ehre Jesu Christi, des Leidenden, wurde das hier zu sehende Wegekreuz von dem in diesem Jahr amtierenden Pastor Peter Anton Schürholz errichtet) | 1779                   | 10.04.1984       | 135             |
| weitere Bilder                | Wegekreuz                                                                | Wipperfeld Hofstraße/Ecke Ulrichstraße Karte                                       | Das Wegekreuz ist aus Sandstein gefertigt und besteht aus einem Kruzifix mit Korpus, einem Mittelteil mit Muschelnische, Relief der Muttergottes, einem Sockel mit Christogramm und Anker sowie der Inschrift ERBERT PEDDER WIPPER / FELD VND CHRISDIAN SCHMITT ER HABEN DIE / SES CREVZ AVFRICHTEN / LASEN ANNO 1814 | 1814                   | 10.04.1984       | 136             |
| weitere Bilder                | Wegekreuz "Am Bierenbömchen"                                             | Wipperfeld Überberg, Fußweg n. Wipperfeld Karte                                    | Das an der höchsten Stelle des Weges errichtete Kreuz hat einen Begleitbaum und ist von einer Hecke u-förmig umfangen. Es ist aus Sandstein gefertigt und besteht aus einem Kruzifix mit Korpus und INRI-Schild, einem Mittelteil mit leerer Muschelnische und einem Sockel mit der Inschrift: "JESUS TRUG UNSERE / SÜNDEN SELBST AN / SEINEM LEIBE. AUF DEM HOLZE DAMIT WIR … / … GESTORBEN DEN … / DER GERECHTIG … / TEN DURCH DES … / … DEN IHR GEHEILT … / SEID und Errichtet / zur / höchsten Ehre / GOTTES / im / Jahre des Heils / 1842„ sowie “Von / den Eheleuten Joh. / Adolph Mausbach / und Ang. Gertrud / Breidenbach / in / Wipperfeld". | 1842                   | 11.12.2003       | 137             |
| weitere Bilder                | Wegekreuz                                                                | Wipperfeld Prof.-Mausbach-Str. 5 Karte                                             | Sandstein, hochrechteckiger Sockel, darüber Andachtspult, Aufsatz mit leerer Muschelnische, darüber Kruzifix mit Korpus | 1803                   | 08.08.1983       | 138             |
| weitere Bilder                | Wohnhaus, ehem. Volksschule (1899–1959)                                  | Wipperfeld Prof.-Mausbach-Str. 5 Karte                                             | 1899; 2-geschossiges, völlig verschiefertes Schulgebäude mit 2 traufseitigen Mitteleingängen; der Eingang an der vorderen Traufseite mit hölzernem Windfang, an der rückwärtigen Traufseite ein schmaler Treppenhausanbau vor gebaut, Zierverschieferung, Geschosssims mit profilierten Balkenköpfen | 1900                   | 08.08.1983       | 139             |
| weitere Bilder                | Kath. Pfarrkirche St. Nikolaus                                           | Wipperfürth Kirchplatz Karte                                                       | Kath. Pfarrkirche St. Nikolaus, 3-schiffige Pfeilerbasilika aus der 2. Hälfte des 12. Jh., im gebundenen System, mit drei parallelen Chören, Chorflankentürmen und Dreiapsisschluss sowie heute eingebautem Westturm, Bruchstein. Einwölbung des Mittelschiffes und Ausbau der querschiffartig vorspringenden Nebenchöre um 1220/30. Bei der durchgreifenden Restaurierung der Kirche durch Franz Schmitz 1886–95 sind die Obergeschosse des Westturms, der seit dem Brand 1795 mit einem einfachen Pyramidendach abgedeckt war, und die Chorflankentürme, die man 1795 abgetragen hatte, neu aufgeführt; die Seitenschiffe erneuert und zu Seiten des Westturms um 2 Joche verlängert; das Gewölbe des Mittelschiffes erneuert. Im 20. Jh. anstelle der neuromanischen Turmbekrönung und der neuromanischen Aufsätze der Chorflankentürme vereinfachte Lösungen eingeführt; 1961 der in der Chorachse errichtete neuromanische Sakristeibau abgebrochen und durch einen Neubau auf der Nordseite der Kirche ersetzt. Der ursprünglich 3-geschossige und ungegliederte Westturm bei Wiederaufbau des 19. Jh. 4-geschossig mit Gliederung aus Lisenen und Rundbogenfriesen ausgebaut; die vom romanischen Turm stehengelassenen beiden Untergeschosse verkleidet und das Westportal erneuert, die beiden Obergeschosse neu aufgeführt. Der hohe Schieferhelm mit den 4 Ecktürmchen stammt von 1936/37. Das Langhaus besitzt am Obergauben der Südseite (Schauseite) noch die alte Außengliederung, die unter abschließendem Rundbogenfries abwechselnd ein Rundbogenfenster und eine Zwillingsblende mit eingestellter Mittelsäule aufweist; die Säulenschäfte aus schwarzer Basaltlava, die Würfelkapitelle aus grünem Sandstein. Die Halbkreisapsis des rechteckigen Hauptchors glatt, die Apsiden der um 1220/30 ausgebauten quadratischen Nebenchore mit Gliederung aus Lisenen und Rundbogenfriesen, der Chorgiebel und die 3-teiligen Fenster in den Nebenchören 19. Jh. Die über dem Dachgesims aufsteigenden Chorflankentürmchen tragen über viereckigem Unterbau achtseitige verschieferte Aufsätze von 1948/49; für den romanischen Bau sind runde Aufsätze überliefert. Das Motiv der Chorflankentürmchen tritt zuerst am Gründungsbau der Siegburger Abteikirche auf und findet sich als eine Art Abzeichen auch an den Siegburger Probsteikirchen in Overath und Oberpleis. Die beiden romanischen Untergeschosse de Westturms Kreuzgratgewölbe; das Erdgeschoß rundbogig zum Mittelschiff geöffnet, der über 2 geradläufige, tonnengewölbte Wandtreppen zugängliche Kapellenraum im OG ursprünglich auch mit Sichtöffnungen zum Schiff. Das 3-jochige Langhaus in den Seitenschiffen mit Kreuzgratgewölben geschlossen; das ursprünglich wohl ebenfalls kreuzgratgewölbte Mittelschiff hat über den flachen Wandvorlagen des 12. Jh. um 1220/30 drei 6-teilige Kreuzrippengewölbe zwischen breiten Gurten erhalten; die den Gurt begleitenden Wustrippen und die Schildbogen auf tropenartigen Mauerstücken, die Querrippen auf Konsolen abgefangen. In den Ostecken des Hauptchors steigen die von einer hohen Säule mit Würfelkapitell unterfangenen Unterbauten der Chorflankentürmchen auf, deren kaminartige Schächte unmittelbar in das Kreuzgratgewölbe des Chors übergehen. Die um 1220/30 ausgebauten Nebenchöre, die heute durch spitzbogige Arkaden mit dem Hauptchor in Verbindung stehen, haben in den Vorjochen 4-teilige Kreuzrippengewölbe, in den Apsiden Dreikappengewölbe. Die dekorative Farbfassung des Innenraums von 1951. 3-schiffige Pfeilerbasilika mit 4-geschossigem Westturm und kleinen Chorflankentürmen aus Bruchsteinmauerwerk; an das nur wenig hervortretende Querhaus sind 3 Apsiden angefügt; 4-geschossiger Westturm mit 8-seitig verschieferter Haube; Dreiecksgiebel und flankierenden Ecktürmchen, rundbogigen Fenstern mit Mittelsäulchen; Rundbogenfriese an allen Gebäudeteilen, rundbogige Fenster an Langhaus und Seitenschiffen; rundbogiges Westportal mit gestuftem Gewände und flankierenden Säulen. Zustand: gut | 1143                   | 17.10.1983       | 140             |
| weitere Bilder                | Kreuz                                                                    | Wipperfürth Kirchplatz Karte                                                       | zusätzliche Inschrift Missionskreuz 1853, barocker Korpus an einem erneuerten Kruzifix | 1672                   | 17.10.1983       | 141             |
| weitere Bilder                | Alter katholischer Friedhof                                              | Wipperfürth Lüdenscheider Straße Karte                                             | |                        | 08.06.2010       | 142             |
| Bildstock                     | Bildstock                                                                | Wipperfürth Kirchplatz                                                             | Sandstein mit Christusfigur in rundbogiger Nische mit umlaufendem Bogenwulst und flankierenden Säulen mit korinthischen Kapitellen; 2003 versetzt an Ostseite Sakristei | 1910                   | 17.10.1983       | 143             |
| weitere Bilder                | Bildstock                                                                | Wipperfürth Auf der Sanderhöhe (b. Stettiner Straße 1) Karte                       | hochrechteckiger, durch horizontale Fugen gegliederter Sockel, im oberen Teil Inschrift, darüber Gesims, Aufsatz mit zerstörtem Relief, darüber geschweifter Giebel und Kreuz - Bildstock von Kirschlorbeer überwachsen | 1724                   | 10.04.1984       | 144             |
| weitere Bilder                | Wohnhaus Brunsbachsmühle 3                                               | Wipperfürth Brunsbachsmühle 3 Karte                                                | Mitte 19. Jh., 2-geschossiges Doppelhaus, 3-seitig verschiefert, auf hohem Bruchsteinsockel mit Krüppelwalmdach; an einer Giebelseite niedere, teilweise blechbehangene Anbauten; 2 traufseitige Eingänge, straßenseitig mit Freitreppe und Eisengitter des 19. Jh., Oberlicht und Gebälkstück; die Fenster des EG haben teilweise ebenfalls Gebälkstücke; die rückwärtige Traufseite ist verputzt; Türblatt der Erbauungszeit | 1850                   | 06.08.1986       | 145             |
| weitere Bilder                | Engelbertfigur                                                           | Wipperfürth Engelbertusstraße 3 Karte                                              | Figur des Hl. Engelbert, 19. Jh.; ehem. Bestandteil des Marktbrunnens | 1870                   | 17.10.1983       | 146             |
| weitere Bilder                | Wohnhaus                                                                 | Wipperfürth Hochstraße 61 Karte                                                    | 2-geschossiges Gebäude über nahezu quadrat. Grundriss mit Satteldach, ringsum verschiefert, hoher verputzter Sockel, freiliegende Kellerfenster, straßenseitig 3 Achsen, in der Mitte Kellereingang und Balkon (Originalgeländer) im OG; umlaufendes Gesims in Traufhöhe mit Zahnschnitt, an 2 Seiten mit Konsolen und Rosetten; Fenster (neu), im EG Verdachung; 2 Anbauten aus neuerer Zeit, neuer Hauseingang Rückseite; im Innern: Ursprünglich Grundriss ablesbar; originale bis ins DG reichende Holztreppe mit Traljengeländer, 3 Füllungstüren im OG; Kellerräume tonnenüberwölbt, Betonböden; Erbauungszeit: 3. Viertel 19. Jh. | 1876                   | 27.01.2003       | 147             |
| weitere Bilder                | Ehem. Klostergebäude                                                     | Wipperfürth Klosterplatz Karte                                                     | Ehem. Klostergebäude; anfangs zunächst aus einer 2-geschossigen Vierflügelanlage von je 8 Achsen bestehend, deren Ostflügel 1662, deren West- und Südflügel 1670–74 erbaut wurden. Der Westtrakt ist in Ankersplinten bez. 1670 und durch ein heute abgeschlagenes Gesims unterteilt. 1747 wurde genehmigt, ihn bis zur südlich vorbeilaufenden Stadtmauer zu verlängern. Anschließend an die urspr., an der Quaderung noch erkennbare Südwestecke folgen daher nochmals 5 Achsen mit (heute vermauerter)I mittlerer Tordurchfahrt, in Ankersplinten bzw. (17)8(0) | 1670                   | 17.10.1983       | 148             |
| weitere Bilder                | Klosterkirche St. Antonius                                               | Wipperfürth Klosterplatz Karte                                                     | Kirche, sog. "Klosterkirche"; ein langgestreckter Saalbau aus Grauwackebruchstein mi 3-seitigem Schluss. L. 32 m, B. 9,50 m. Die Fassade hat ein romanisierendes Säulenfenster darüber. Während im süden die Klostergebäude anstoßen, besitzt die der Stadt zugewandte und mittels hoher Untermauerung auf der abfallenden Hügelseite gelegene, nördliche Längswand 5 Rundbogenfenster. Da die Strebepfleiler hier nicht mehr dem Gewälbebeschub standhielten, mussten sie 1953–54 zusammen mit den Fundamenten der gesamten Nordwand erneuert werden. Offenbar von einer früheren Sicherung her trägt die Nordwestecke die Jahreszahl 1775. 1953–55 wurde ferner der Außenputz bis auf die Westseite entfernt, die seitlichen Chorfenster wurden in Backstein geschlossen (das mittlere war bereits in führerer Zeit vermauert worden) und die Dächer neu geschiefert. Der Dachreiter war nach dem Stadtbrank von 1795 in klassizistischen Formen 1842 wiederhergestellt worden. Im Innern ruht die tonne mit je 5 Stickkappen über Wandpfeilern mit Krnieskämpfern auf, die im Chor und einem Joch der Südseite von Konsolen ersetzt werden. Das Chorgewölbe musste wegen Baufälligkeit 1953–55 ebenfalls erneuert werden. Die Ausstattung an Hochaltar, Kanzel, Beichtstühlen, Kirchenbänken und Orgelempore ist einheitlich barock aus dem späten 17. Jh. Auf der Südseite des letzten Langhausjoches ein Coretto vom Ende des 18. Jh. | 1670                   | 17.10.1983       | 149             |
| weitere Bilder                | Hofkreuz                                                                 | Wipperfürth Hönnige 4 Karte                                                        | Fußfall aus Naturstein, 19. Jahrhundert in den Stilformen des 18. Jahrhunderts, H ca. 2,50 m, nachträgliche Ergänzung eines verlorenen hölzernes Kruzifix neueren in den 50er/60er Jahren auf hohem, geteiltem Sockel, umlaufendes Gesims mit erhabenem Ornament (flammendes Herz auf Anker und Kreuz), leere Nische mit Muschelmotiv, Relief im unteren Sockelbereich. | 1900                   | 15.07.2009       | 151             |
| weitere Bilder                | Fachwerkhaus                                                             | Wipperfürth Klosterstraße 17 Karte                                                 | Fachwerkhaus, 2. Hälfte 19. Jh. | 1875                   | 06.03.1985       | 152             |
| weitere Bilder                | Wohnhaus                                                                 | Wipperfürth Kölner-Tor-Platz 1 Karte                                               | Ende 19. Jh.; 2-geschossiges völlig Gebäude über quadratischem Grundriss mit Walmdach, an der Schauseite 3 Achsen, Betonung der Mittelachse durch Eingang, darüberliegenden Balken über breiten Konsolen, Dachgaube; an der rückwärtigen Seite neuerer verschieferter Anbau | 1890                   | 06.03.1985       | 153             |
| weitere Bilder                | Wohnhaus                                                                 | Wipperfürth Kölner-Tor-Platz 2 Karte                                               | Ende 19. Jh.; 2-geschossiges, verschiefertes Haus, an der straßenseitigen Traufseite 5 Achsen mit Eingang in der Mittelachse und seitlich parallel angeordneten Fensterachsen, verkröpftes Traufgesims mit Zahnschnitt, Verdachung über Tür und Fenstern, giebelseitiger Anbau des späten 19. Jh., im EG massiv, im OG als hölzerner Wintergarten ausgebildet; neuere Anbauten an der hinteren bergseitigen Traufseite; Zustand: mittel | 1890                   | 06.03.1985       | 154             |
| weitere Bilder                | Wohnhaus                                                                 | Wipperfürth Lenneper Str. 9 -11 Karte                                              | Wohnhaus als Doppelhaushälften; 2-geschossige gründerzeitlich Villa mit Walmdach und Traufgesims, 2. Hälfte 19. Jh.; 3-seitig mit Eternit verkleidet und verschiefert, an der Straßenseite verputzt mit horizontalen Fugen im EG gegliedert; 2 Seitenrisalite zu je 2 Achsen, im OG Balkon über die mittleren 4 Achsen, durch runde Eisenstützen und dazwischengespannte Bögen abgestützt, im EG mittig angeordnete Ädikula | 1875                   | 01.08.1986       | 155             |
| weitere Bilder                | Altes Seminar; Gebäude der Stadtverwaltung; ehem. E.v.B.-Gymnasium       | Wipperfürth Lüdenscheider Str. 46-50 Karte                                         | ehem. Lehrerseminar, Dreiflügelanlage mit mächtigem Mittelrisalit, verputzt, Bruchsteinsockel, Mittelrisalit 3-geschossig mit 2 freiliegenden Sockelgeschossen in Putzquaderung, 5 Achsen mit 2 seitlichen rundbogigen Eingängen über Freitreppen, Türblätter und Oberlichter im bergischen Stil. Die Fenster von unten nach oben an Höhe zunehmend, Aula im obersten OG, in diesem Bereich stuckierte Girlanden, Giebelaufsatz in der Mittelachse mit inschriftlicher Datierung und preußischem Adler, Mansardpyramiddach, daran anschließend die 3-geschossigen Flügel des Mitteltraktates mit je 2 Achsen, rechtwinklig daran angeschlossen die Seitenflügel in 3:3:5 Achsen mit Walmdach, im rechten Flügel im EG Gymnastikhalle mit überhöhten Fenstern, rückwärtig an den Mittelbau anschließend 3-geschossiger Klassentrakt sowie 4-geschossiger, moderner, flachgedeckter Teil, in der gesamten Dachzone umlaufen Gaubenreihe | 1910                   | 13.12.1983       | 156             |
| weitere Bilder                | Brunnen                                                                  | Wipperfürth Marktplatz Karte                                                       | 8-eckiges Brunnenbecken aus Basaltlava, an den verschiedenen Seiten Darstellung von Wappen mit Ornamenten, Mittelpfeiler mit Statue des Hl. Engelbert aus dem 19. Jh. | 1590                   | 17.10.1983       | 157             |
| weitere Bilder                | Kirche                                                                   | Wipperfürth Marktplatz Karte                                                       | Evangelische Kirche, 1877 geweiht; 1-schiffiger verputzter Bau mit Westturm und eingezogenem, 5-seitigen Chor; am Langhaus 3 rundbogige Fenster mit profilierten Gewänden und dazwischenliegenden Strebepfeilern, durchlaufender Rundbogenfries an der Traufunterseite, 3-geschossiger Westturm mit rundbogigem Eingangsportal und 3-seitigem Dach | 1877                   | 17.10.1983       | 158             |
| weitere Bilder                | Gaststätte "Penne"                                                       | Wipperfürth Marktplatz 14 Karte                                                    | Gasthaus "Bergischer Hof"; 2-geschossiges Haus, Bruchstein verputzt mit Krüppelwalmdach, hoher Sockel, die Giebel verschiefert, giebelseitiger Eingang über Freitreppe, Fenstergewände u. profiliertes Türgewände in Sandstein; über dem Eingang querovales Fenster mit Sandsteineinrahmumg und Inschrift, die eine Traufseite hat nur sehr geringen Abstand zu dem Nebengebäude, ist verputzt und völlig ohne Fenster; im Keller angeblich Reste des Leopartsturmes (Teil der Stadtbefestigung). | 1699                   | 10.8.1984        | 159             |
| weitere Bilder                | Karl-Josef-Haus                                                          | Wipperfürth Marktplatz 17 Karte                                                    | 2-geschossiges, traufständiges, massives, verputztes Gebäude mit freiliegendem Kellergeschoss und Mansarddach, an der straßenseitigen Traufseite 7 Achsen mit Eingang über Freitreppe in der Mittelachse, im Schlussstein des Wingangs Datierung, Türblatt aus der Erbauungszeit, einige Dachgauben, das Haus ist mit einer Giebelseite dicht an das Nebengebäude gebaut. | 1783                   | 17.10.1983       | 160             |
| weitere Bilder                | Altes Stadthaus                                                          | Wipperfürth Marktplatz 15 Karte                                                    | Altes Stadthaus, Marktplatz 15/Zur Krakenburg, Mitte 18. Jh. 2 1/2 geschossiges, giebelständigeshaus mit teilweise freiliegendem Kellergeschoss, Krüppelwalmdach, Kellergeschoss und EG verputzt, Ogs verschiefert, an der Giebelseite 5 Achsen mit Eingang über Freitreppe, mit seitlichen Freisitzen, profilierte Tür- und Fenstergewände in Holz, Eingang mit Oberlicht, Eckquaderung; dazugehörig: 2-geschossiges Fachwerkhaus, Anfang 19. Jh. mit Bruchsteinsockel und teilweise massivem EG, ein Giebeldreieck verbrettert, ein giebelseitiger und eintraufseitiger Eingang, Ladeluke im OG, das Haus war vermutlich früher Wirtschaftsgebäude | 1784                   | 17.01.1983       | 161             |
| weitere Bilder                | Wegekreuz                                                                | Klüppelberg Wüstenhof 3 Karte                                                      | Sandstein, hochrechteckiger Sockel, darüber Andachtspult; Aufsatz mit Relief des Hl. Hubert, der Muttergottes und des Hl. Nikolaus in rundbogigen Feldern, darüber Kruzifix mit Korpus; Sockel mit der Inschrift: Wer sein Kreuz nicht auf sich nimmt und mir nicht folgt ist meiner nicht werth. Errichtet zur Ehre Gottes von Elisabeth Brandenburg Witwe von Peter Josepf Kamp zur Klespe 1860 | 1860                   | 10.04.1984       | 163             |
|                               | Bronzeglocke                                                             | Wipperfürth Hämmern                                                                | Historische Bronzeglocke von 1756 wurde von dem Kölner Glockengießer Bartholomäus Grunder gegossen. Durchmesser 367 mm, Schlagring: 25(23) mm, Gewicht ca. 27 kg; Konstruktion: sehr leichte Rippe; Schlagton C" '-1 | 1756                   | 10.04.1984       | 164             |
| Bogenbrücke                   | Bogenbrücke                                                              | Wipperfürth Endpunkt der Sackgasse: Alte Papiermühle Hämmern Karte                 | einbogige Bruchsteinbrücke, Ende 19. Jh., über den Obergraben der Wupper | 1890                   | 31.07.1986       | 165             |
| weitere Bilder                | Bogenbrücke                                                              | Wipperfeld Neumühle Karte                                                          | zweibogige Bruchsteinbrücke über die Große Dhünn | 1890                   | 31.07.1986       | 166             |
| weitere Bilder                | Wegekreuz                                                                | Wipperfeld Erlen Karte                                                             | Sandstein, Höhe etwa 3 m, Kruzifixus über Sockel, worin rundbogiges Feld mit Christusrelief (?) und Konsole, Sockelinschrift nach Phil. 2, ferner bzw. errichtet …. 1855 / von den Eheleuten …. zu Unterholl. | 1855                   | 02.02.1987       | 167             |
| weitere Bilder                | Wegekreuz                                                                | Wipperfeld Oberschwarzen Karte                                                     | Das aus Sandstein gefertigte Wegekreuz besteht aus einem Kruzifix mit Korpus, INRI-Schild und Postament mit der hl. Maria Magdalena. Im Mittelteil befindet sich eine Muschelnische mit dem Relief des hl. Klemens. Der Sockel trägt eine verwitterte Inschrift. | 2. Hälfte 18. J.       | 28.10.1987       | 169             |
| weitere Bilder                | Hofkreuz                                                                 | Wipperfürth Kleppersfeld 4 Karte                                                   | Das Hofkreuz von Kleppersfeld wurde 1875 aus Sandstein gefertigt und besteht aus einem Kruzifix mit INRI-Schild und Korpus, einem Mittelteil mit Nische und Muttergottes-Figur sowie einem Sockel mit folgender Inschrift:"Zur groseren Ehre Gottes/und seiner Gebenedeiten/Mutter Maria/von den/Eheleuten P. Christian/Lüttgenau und Anna/Christina Stüttem/1875". | 1875                   | 31.05.1988       | 170             |
| weitere Bilder                | Hofkreuz                                                                 | Wipperfürth Dreine 1 Karte                                                         | Das restaurierte Hofkreuz aus Sandstein besteht aus einem Kruzifix mit Korpus und Mittelteil mit Nische. In seinen Sockel ist folgende Inschrift eingemeißelt:„Wir beten Dich an Herr/Jesus Christe und preisen Ihn/hast Du die Welt erlöst./Errichtet zur Ehre Gottes/von den Eheleuten Johann/Berghaus und Christina/Höller in Drein und Peter Berghaus zum/Baldsiefen 1887“. | 1887                   | 31.05.1988       | 171             |
| weitere Bilder                | Wegekreuz; "Hembachs Kreuz"                                              | Wipperfeld Dorfstr./Ecke Alter Mühlenweg Karte                                     | Wegekreuz ist aus Sandstein gefertigt und besteht aus einem Kruzifix mit INRI-Schild und Korpus, einem Mittelteil mit leerer Spitzbogennische und einem Sockel mit Inschriften. |                        | 23.04.1991       | 172             |
| weitere Bilder                | Hofkreuz                                                                 | Wipperfürth Grüterich Karte                                                        | Höhe ca. 2 m, Sandstein, Kreuz mit metall. Korpus und Kupferdach; Inschrift:"Errichtet / von Wilhelm Kremer u. / Anna Katha. Berghaus / Eheleute zu Grüterich / 1855" | 1855                   | 04.06.1991       | 173             |
| weitere Bilder                | Kath. Kirche St. Anna                                                    | Wipperfürth Jostberg 4 Karte                                                       | Bauzeit 1962–1964, Architekt: Gottfried Böhm (1920–2021); vieleckiger, asymmetrischer Baukörper, von gefalteter Betonschale überdeckt (ehem. schiefergedeckt, 1983 Kupferdeckung), Sichtbetonwände weiß geschlämmt, unterbrochen von 3 großen Glasflächen im Süden und Norden, nach Südwesten turmartig überhöhter Vorbau mit Haupteingang, Orgelempore und Glockenstube; zusätzlicher Fußweg von Südosten über eine mit Backstein belegte Treppenanlage, vorgelagerte Terrasse in Eingangshöhe; Innenraum: Wände und Decken: schalungsrauher Sichtbeton; Boden: Tonplatten; große Glasflächen: grün und grau, kleines Westfenster: Glaube-Liebe-Hoffnung in Rottönen (Entwurf: Gottfried Böhm); Norden: Sakristei mit Kanzel und kleiner Empore, farbig gefasste Figur aus dem 15. Jh.: Heilige Anna selbdritt; gegenüber Eingang 2 Beichtkabinen (Beton). Alle Ausstattungsgegenstände von Gottfried Böhm. | 1962                   | 21.03.2003       | 174             |
| weitere Bilder                | 3 Grabmale                                                               | Wipperfeld Friedhof Wipperfeld Karte                                               | Friedhof, Feld 1, Reihe 1, Nr. 5-11; Entstehungszeit 1930, monumentale Grabmale aus poliertem schwarzen Granit bzw. grauem Gussstein, spätes Art Deco und Expressionismus. | 1930                   | 10.03.2004       | 175             |
| weitere Bilder                | Ehemaliges Totengräberhaus                                               | Klüppelberg Klaswipper 3 Karte                                                     | Eingeschossiges schlichtes Bruchsteingebäude mit Drempel und überstehendem Satteldach; 1866 als Leichenhaus errichtet von Pulverfabrikant C.F. Buchholz aus Krommenohl. Erschließung von der nordöstlichen Traufseite (3 Achsen); Steintreppe zum Gewölbekeller; einfache Holztreppe zum DG. Im Südosten eingeschossiger Anbau aus jüngerer Zeit. | 1866                   | 04.06.2004       | 176             |
| weitere Bilder                | Grabkreuz                                                                | Wipperfeld Heid 2 gegenüber Karte                                                  | Material Sandstein, Höhe ca. 2,60 m, Entstehungsjahr 1880; Sockel mit vertieft erhab. Darstellung der ewigen flammenden Liebe (verschlungene Hände, Arme aus Flammen); vertieft eingehauene Schrift an den Seiten. Neogotischer Wimperg mit Krabbenschmuck und Kreuz darüber; auf der Giebelseite in versteift erhabener Darstellung: bekrönendes Maßwerk über Symbol z. ewigen treuen Gedenken - flamm. Herz auf Anker und Kreuz, von Lorbeerkranz eingefasst; vertieft eingehauene Schrift. | 1880                   | 03.09.2004       | 177             |
| weitere Bilder                | Wegekreuz Heider Kreuz                                                   | Wipperfeld Julsiefen 3 Karte                                                       | Wegekreuz aus Sandstein von 1852, H ca. 2,70 m; Kruzifixus über hohem geteilten Sockel mit Konsole und umlaufendem Gesims; spitzbogige, neu ausgehauene Nische mit erhabener Apostelfigur; vertieft eingehauene Schrift. | 1852                   | 12.10.2004       | 178             |
| weitere Bilder                | Alte Kirchhofmauer                                                       | Wipperfeld Prof.-Mausbach-Straße Karte                                             | Bauzeit ca. 1070; geschwungene, von einem ca. 1,35 m breiten historischen Durchgang unterbrochene Mauer aus regionalem Sandstein (Grauwacke), Höhe 1-3 m, Tiefe 50-60 cm, Länge ca. 43 m; davon sind 6 m als Stützwand in eine Garage integriert. Entstehungszeit ca. 11. Jh. | 1070                   | 28.02.2005       | 179             |
| weitere Bilder                | 3 Gusskreuze                                                             | Wipperfeld Prof.-Mausbach-Straße 5 Karte                                           | Bauzeit ca. 1880; 3 Kruzifixe aus Gusseisen mit reich durchbrochenem ornamentalen Zierformen, den Stilen der Gotik oder Renaissance entlehnt. Sockel links: ca. 1,50 m hohes Kreuz von 2 gedrehten Säulchen flankiert, Mitte: ca. 1,80 m hohes Kreuz mit Figurengruppe Johannes, Maria Magdalena und Maria, rechts: ca. 1,50 m hohes Kreuz mit Christus als Hirte unter Wimperg und Maßweg, eingerahmt von kreuzblumenbekrönten Doppelsäulchen. | 1880                   | 18.02.2005       | 180             |
| weitere Bilder                | Luftschutzzelle                                                          | Wipperfürth Holte 3 Karte                                                          | Der Einmannbunker bei Holte ist ein Kleinrelikt aus dem Zweiten Weltkrieg 1939–1945, das unter Denkmalschutz steht. Bei der Betonkonstruktion handelt es sich um eine obertägige Luftschutzzelle, die vom ansässigen Landwirt zum Schutz seiner Familie angeschafft worden ist. Runder, aus einem Stück gegossener, sich nach oben konisch verjüngender Stahlbetonkörper, der einen kalottenförmigen Abschluss hat, h = 2,50 m, d = 1,50 m, Sockelfuß | 1941                   | 23.01.2006       | 181             |
| weitere Bilder                | Wegekreuz                                                                | Wipperfeld Lamsfuß Karte                                                           | Wegekreuz aus Sandstein von 1866, Höhe ca. 3 m, Kruzifix über hohem, geteilten Sockel; im oberen Teil flache Nische mit Blattrosette, darunter Konsole. | 1866                   | 02.10.2007       | 182             |
| weitere Bilder                | Wohnhaus                                                                 | Wipperfürth Klosterstraße 20 Karte                                                 | Wohnhaus um 1800, zweigeschossig, zur Straße traufständig mit Zierverschieferung (um 1900) und brüstungshohem Sockel als bossierte Holzverschalung. Bürgerhaustyp mit fünf Achsen, mittige Eingangstür mit Oberlicht. Fenster zweiflügelig, mit gesprosstem Oberlicht. Satteldach, mittig Dachhaus mit Fenster anstelle der ehem. Ladeluke, Kranbalkenbefestigung innen erhalten. Symmetrisch angeordnet je zwei Schleppgauben auf beiden Dachflächen. Eichenfachwerk mit Lehmausfachung, Wände und Decken/Balken lehmverputzt. Historischer Dachstuhl mit Kopfbändern. Holzvertäfeltes Treppenhaus 19. Jh. Der Topografie angepasste höhenversetzte historische Gewölbekeller. | 1800                   | 14.03.2011       | 183             |
| Trafoturm                     | Trafoturm                                                                | Klüppelberg Ahe Karte                                                              | Trafoturm von 1924, verputzter Massivbau auf annähernd quadratischem Grundriss mit Zeltdach. Unter dem überkragenden Zeltdach vermittelt ein profiliertes Traufgesims zum Turmschaft. Im oberen Bereich des Turmschaftes sind die ursprünglichen Ein- und Ausführungsöffnungen für die Stromdrähte erhalten. Das darunter liegende Geschoss wird durch schmal-hochrechteckige Fenster belichtet. Der hohe Turmsockel ist mit Bruchsteinmauerwerk verblendet. Neben der Eingangstür aus Stahlblech befindet sich ein Stein, in dem das Entstehungsjahr des Turmes eingeritzt ist (1924). | 1924                   | 19.11.2012       | 184             |
| weitere Bilder                | Ehemaliges Pfarrhaus und Mauerreste der alten Missionskirche von 1723/24 | Klüppelberg Westfalenstraße 40 Karte                                               | Ehemaliges Pfarrhaus: 1913/14 erstes eigens für den Kreuzberger Pfarrer erbautes Einzelwohnhaus. Ausrichtung der repräsentativen Hauptfassade auf den Chor mit Sakristei der Kirche. Das stattliche ehemalige Pfarrhaus ist ein kompaktes zweigeschossiges Gebäude mit einem schiefergedeckten Walmdach. Gemäß der ländlichen Situation wird auch das zweite Geschoss optisch der Dachzone zugeschlagen, indem die Wände hier schieferverkleidet sind und einen Fußwalm haben. Stilistisch ist das Gebäude durch die farbliche Trias weiß-dunkelgrau-grün und die verwendeten Materialien (Putz, Schiefer, lackiertes Holz) sowie die kleinteilig gesprossten Fenster mit Schlagläden dem Heimatstil zuzuordnen. Die dreiachsige Straßenfassade wird durch einen besonders repräsentativen Eingang hervorgehoben. Er wird aus einer doppelläufigen symmetrischen Außentreppe und der rundbogigen Haustür gebildet, die durch eine Korbbogenblende mit zwei kleineren rundbogigen Fenstern zu einer symmetrischen Komposition zusammengefasst und von einem Regendach abgeschlossen wird. Dem Eingang im Erdgeschoss antwortet in der Dachzone eine breite, zweifenstrige Gaube. Ein zweiter herabgestufter Eingang befindet sich auf der Nordseite des Gebäudes. Typischer Villengrundriss ohne wesentliche Veränderung des ursprünglichen Grundrisses. Erdgeschoss als Repräsentationsgeschoss mit Amtsstube links, die neben einem Zugang von der Wohnung direkt über den Windfang zugänglich ist (Türen erhalten) sowie das Wohnzimmer rechts, das bei Bedarf vermittels einer breiten Doppeltür mit dem Speisezimmer zusammengeschlossen werden kann. Weit überdurchschnittlicher Erhaltungszustand der bauzeitlichen Ausstattung des Hauses mit Putz-, Schiefer- und Werksteinoberflächen, bestens erhaltene Doppelkastenfenster mit ihrer außen kleinteiligen Sprossung sowie den Schmiedearbeiten für die Fenster und Türvergitterungen bzw. für die Geländer der Außentreppen sowie im Innern hölzerne Ausstattung (Türlaibungen, Türen und Treppenhaus mit ländlich neobarockem Geländer, Fußböden der Wohnräume) und den Keramikfliesen in Windfang, Vestibül und den Sanitärräumen. Explizit auf die kirchliche Funktion des Hauses verweist eine in die Eingangstür eingesetzte Bleiverglasung mit der Darstellung eines Heiligen. Mauerreste: Rest der Außenmauern der alten Missionskirche von 1723/24 im hinteren Teil des Gartens des Pfarrhauses (südliche Begrenzung des einstigen Saalbaus mit abknickendem Mauerteil, der zum polygonalen Chor der Kirche gehörte) | 1913/14                | 10.01.2018       | 185             |
| weitere Bilder                | Wohnhaus mit Laden                                                       | Wipperfürth Hochstraße 11 Karte                                                    | Errichtungszeit unmittelbar nach dem Stadtbrand von 1795. Zweigeschossiges zur Hochstraße giebelständiges Eckhaus in Fachwerkbauweise. Schieferverkleideter, zweiraumtiefer Fachwerkbau über einem massiven in Bruch- und Backstein ausgeführten Sockel. Im vorderen Teil des Hauses einen aus Bruchsteinen aufgemauerten Keller mit zwei quer zur Firstachse des Hauses gelegenen, tonnengewölbten Kompartimenten, zwischen denen ein schmaler, flurartiger Raum mit totem Ende liegt. Die Gewölbe sind fast bis auf den Kellerboden heruntergezogen, die Treppe und eine Lichtnische am Fuß der Kellertreppe sind aus Bruchsteinen gemauert. Die Kubatur und Geschossigkeit des Gebäudes, der tonnengewölbte Keller, das Fachwerkgefüge und der liegende Dachstuhl gehen auf die Erbauungszeit zurück. Innentreppe mit zierlichen Balustern versehene Geländer, Bodenfliesen, kassettierten Türen, Sprossenfenster der Wohnräume, Ladenfenster und Schieferverkleidung von 1880/90. Dacheindeckung mit Reformziegeln (Rheinlandpfannen) von ca. 2. Hälfte 20. Jh. | 1795                   | 28.03.2018       | 186             |
| weitere Bilder                | Villa Sandner                                                            | Wipperfürth Gaulstraße 55 Karte                                                    | 1910 errichtetes und 1924 umgebautes Einzelwohnhaus mit Haupteingang auf der Straßenseite. Freistehendes, zweigeschossiges Haus mit Walmdach und Mittelrisalit. An den drei vom Straßenraum einsehbaren Seiten des Hauses befinden sich, dem einfachen kubischen Baukörper vorgesetzt, jeweils mittig Austritte mit Balkonen darüber. Die Mittelbetonung dieser drei Fassaden wird in der Dachzone durch Zwerghäuser bzw. auf der Eingangsseite durch das Giebelfeld des Mittelrisalits aufgenommen. Gliederung der Außenwände des Hauses durch Stockwerksgesimse. Die bauzeitlichen, zwei- und dreiflügeligen Fenster mit kleinteilig gesprossten Oberlichtern sind fast durchgängig erhalten. Im Erdgeschoss repräsentatives zweiteiliges Vestibül mit anschließendem neobarock geschwungenem halbovalen Treppenhaus. Eine als Windfang dienende, verglaste neobarocke Trennwand mit einer doppelflügeligen Tür, einem Scheinkamin zur linken und einem Brunnen aus Keramik zur rechten. Dreigeteilte Bogenstellung am Übergang zum Treppenhaus. Wandfeste Inneneinrichtung wie kassettierte Türen, teilverglaste Schiebetüren, Fußleisten und Heizungsgitter. | 1910                   | 12.12.2018       | 187             |
| weitere Bilder                | Kirche St. Clemens                                                       | Wipperfeld Karte                                                                   | 1894 (Wiethase); neuromanische Basilika, mit niederen eingezogenem, fünfachtel Chor, niederen Querschiff, niederen Seitenschiffen und eingezogenem Westturm mit vierseitiger verschieferter Haube; Westturm mit Lisenengliederung, Rundbogenfriesen, spitzbogigen 2-geteilten Klangfenstern, seitlichen Treppenerkern und rundbogiger Fries unter der Traufe; Dachreiter und Gauben auf dem verschieferten Satteldach des Langhauses; zwischen Chor und Querschiffarmen niedere Sakristeianbauten; das Mauerwerk ist aus Haustein, Fenster- und Türgewände, Friese aus Sandstein; im Besitz der Kirche sollen noch Architekturfragmente des Vorgängerbaues sein | 1894                   | 17.10.1983       | 132.1           |
| weitere Bilder                | 43 historische Grabsteine und 2 Grabsteinfragmente                       | Wipperfeld Karte                                                                   | | 1650                   | 15.08.2005       | 132.2           |
| weitere Bilder                | Wohnhaus                                                                 | Wipperfürth Marktplatz 12 Karte                                                    | 2-geschossiges, verputztes Doppelhaus mit Satteldach, erbaut Ende des 19. Jh. als Fabrikantenvilla. An der Traufseite zur Straße zwei Seitenrisalite von je zwei Achsen und bekrönendem Dreiecksgiebel. 2-geschossiger rückwärtiger Anbau im Fachwerk als Wirtschaftsgebäude. Innen und außen gut erhaltene Stuckarbeiten. | 1890                   | 01.08.1986       | 162.1           |
| weitere Bilder                | Wohnhaus                                                                 | Wipperfürth Marktplatz 11 Karte                                                    | Doppelwohnhaus (Haushälfte Nr. 11); Ende 19. Jh.; 2-geschossiges, verputztes Doppelhaus über rechteckigem Grundriss mit historischen Putzornamenten; an der straßenseitigen Traufseite 2 Seitenrisalite von je 2 Achsen und begrönendem Dreiecksgiebel, giebelseitige Eingänge; gartenseitiger Anbau | 1890                   | 28.10.1987       | 162.2           |

### Ehemalige Denkmäler
| Bild | Bezeichnung     | Lage                           | Beschreibung | Bauzeit | Eingetragen seit                 | Denkmal- nummer |
| ---- | --------------- | ------------------------------ | --- | ------- | -------------------------------- | --------------- |
|      | Gedenkkreuz     | Klüppelberg Drecke             | | 1686    | 07.03.1984 (gelöscht 11.12.2002) | 18              |
|      | Hofkreuz        | Wipperfürth Niederröttenscheid | | 1853    | 03.11.1987 (gelöscht 06.03.1992) | 79              |
|      | Wohnhaus        | Wipperfürth Klosterstraße 1    | Wohnhaus Nr. 1; 2. Hälfte 19. Jh.; 2-geschossiges völlig verschiefertes und mit Eternit verkleidetes Wohnhaus mit 2 traufseitigen Eingängen, einer in der Mittelachse, der 2. in der linken Seitenachse; Gebälkstücke als Tür- und Fensterverdachung, neue Dachgaube abgebrannt 13./14.09.1987 - Denkmal aus Liste gelöscht - | 1870    | 06.03.1985                       | 150             |
|      | Fachwerkscheune | Klüppelberg Drecke             | Anfang 17. Jh.; dreigeteilte Fachwerkscheune mit einem Bruchsteinsockel aus Grauwacke auf einem von der Talseite zugänglichen Abstellkeller. Holzverbindungen zum Teil noch geblattet, sowie teilweise erhaltene stark verwitterte Schalbretter aus Hartholz. Bedingt durch die im Bergischen Land allgemein übliche Anordnung der Bergeräume und vereinzelt auch der Dreschplätze im Dachgeschoß der Wohnstallhäuser stellt die Errichtung einer Einzelscheune für die im Bergischen Land typische Wohnstallgebäude-Bauweise eine Besonderheit dar. Erweiterung im 19. Jahrhundert an zwei Fächern um einen abgeschleppten Anbau aus Weichholz; die Dacheindeckung wurde erneuert und der größere Teil der Schalbretter ausgewechselt. Durch Sturmschaden untergegangen! Denkmal gelöscht: 17.09.2003; 1 Fachwerkgebinde nach Vorderschöneberg 2 transloziert, Einbau in das Stall-Scheunengebäude. | 1625    | 28.10.1987                       | 168             |

## Denkmalbereiche
- Wipperfürth – Altstadt
- Wipperfürth-Niedergaul